# Las Vegas
Pour les articles homonymes, voir Las Vegas (homonymie).
Las Vegas est une ville américaine, plus grande ville de l'État du Nevada et centre économique et touristique majeur de l'Ouest des États-Unis. En 2024, elle compte une population de 678 922 habitants. Elle est située au milieu du désert des Mojaves, le plus sec des quatre déserts nord-américains, dans le comté de Clark.
Les mormons fondent la ville en 1855, qui devient au début du XXe siècle une bourgade agricole. Grâce aux lois libérales en matière de jeux de l'État, la ville acquiert une renommée mondiale pour ses casinos. En raison de la grande capacité hôtelière de la ville (149 422 chambres d'hôtel en 2018, derrière Londres au classement mondial), elle est aussi un endroit de choix pour l'organisation de grands congrès. Las Vegas est également un temple du shopping, en particulier avec ses grands centres commerciaux (le Fashion Show Mall étant situé sur le Las Vegas Strip). En 2004, la ville accueille 37,4 millions de visiteurs, dont 81 % en provenance de Californie.
Las Vegas est la ville siège de son comté et ce depuis sa création en 1909, mais n'est pas la capitale de l'État, qui est Carson City. Elle est également le siège d'un diocèse catholique. La population de son agglomération est multipliée par trois en vingt ans et compte 1 951 270 habitants en 2010. Las Vegas est à la fois la trentième municipalité et la trentième aire urbaine du pays. L'agglomération de Las Vegas ne correspond pas à l'aire métropolitaine (MSA) ; son territoire couvre 1 906 km2 environ rassemblant 1 868 220 habitants sur les 1 951 269 que l'aire métropolitaine (comté de Clark) compte. Une douzaine de communes composent l'agglomération (Enterprise, North Las Vegas, Spring Valley, Winchester, Paradise, Boulder City et Henderson). L'aire métropolitaine élargie (CSA) couvre deux comtés (Clark et Nye), soit 67 487 km2 pour une population de 2 013 326 habitants.

## Histoire

### Origines de Las Vegas (1859-1955)

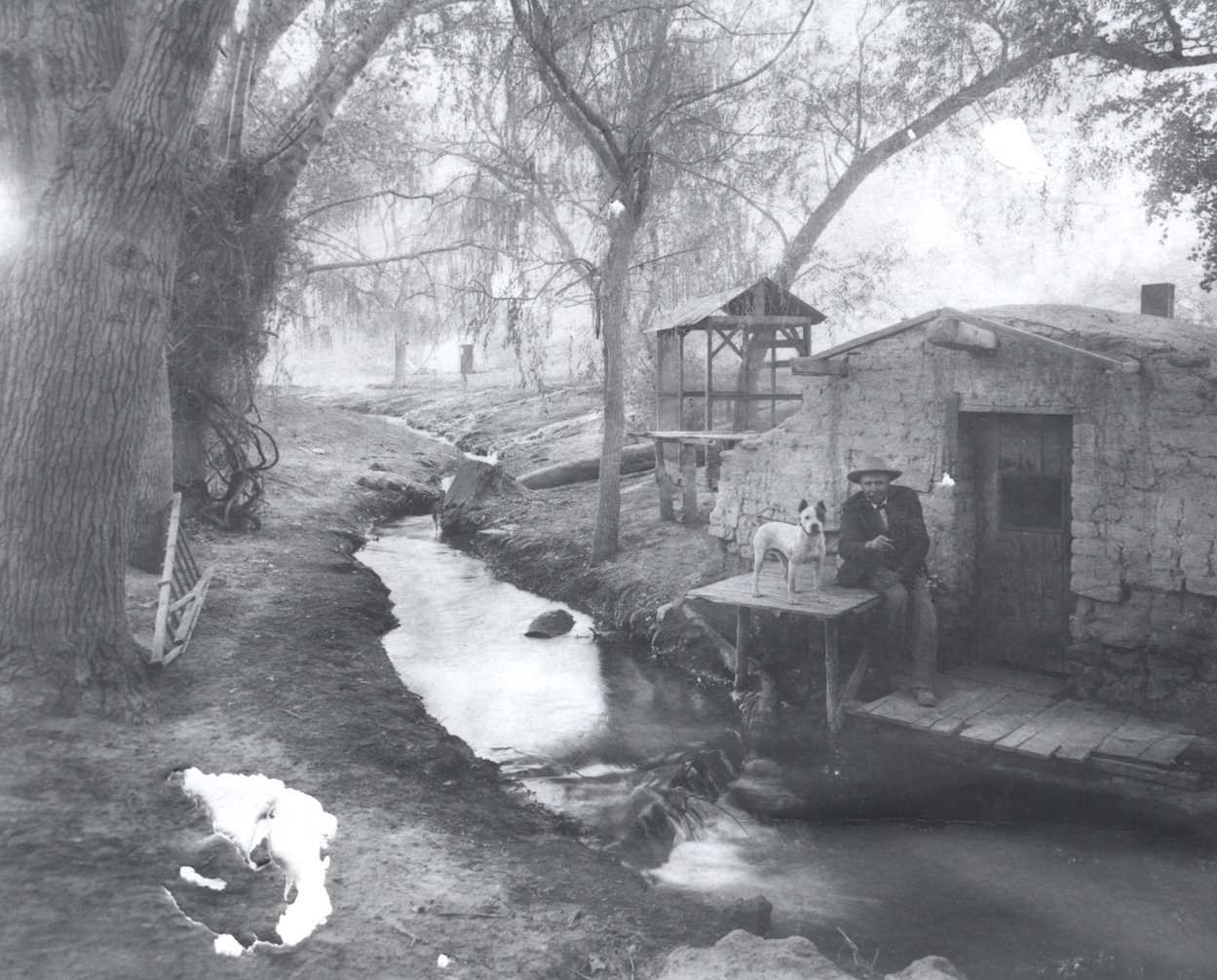
Las Vegas en 1895.

Las Vegas n'est à l'origine qu'un simple lieu-dit marécageux alimenté par des sources artésiennes jaillissant au milieu du désert. En 1829, l'explorateur et marchand espagnol Antonio Armijo conduit une caravane de soixante hommes le long de l'Old Spanish Trail pour établir une route commerciale entre le Nouveau-Mexique et Los Angeles. Un de ses éclaireurs Raphael Rivera, à la recherche de sources d'eau, découvre le lieu, nommé Las Vegas (ce qui signifie « les prairies », « les prés » ou « les vallées fertiles ») en raison de l'eau présente dans le sous-sol.
En 1855, Brigham Young président de l'Église de Jésus-Christ des saints des derniers jours, y conduit un groupe de trente missionnaires afin de convertir les Indigènes Païutes au mormonisme : des fermiers mormons construisent un fort et s'y établissent de manière permanente. Face à des récoltes insuffisantes et la révolte des Indigènes, les mormons abandonnent le site en 1857 en pleine guerre de l'Utah. L'armée américaine investit le fort, le rebaptisant fort Baker, en 1864. Grâce aux sources d'eau, Las Vegas devient une étape sur la route entre Los Angeles et Albuquerque. Une voie de chemin de fer y passe, désenclavant le hameau.
Officiellement, le « village » de Las Vegas est fondé le 15 mai 1905, puis acquiert le statut de « ville » le 16 mars 1911.

### Des casinos àSin City(1931-1989)

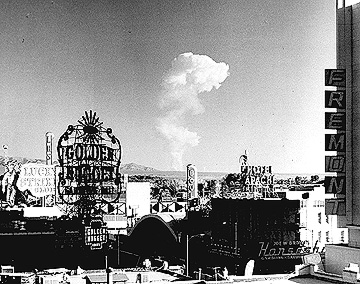
Las Vegas dans les années 1950.

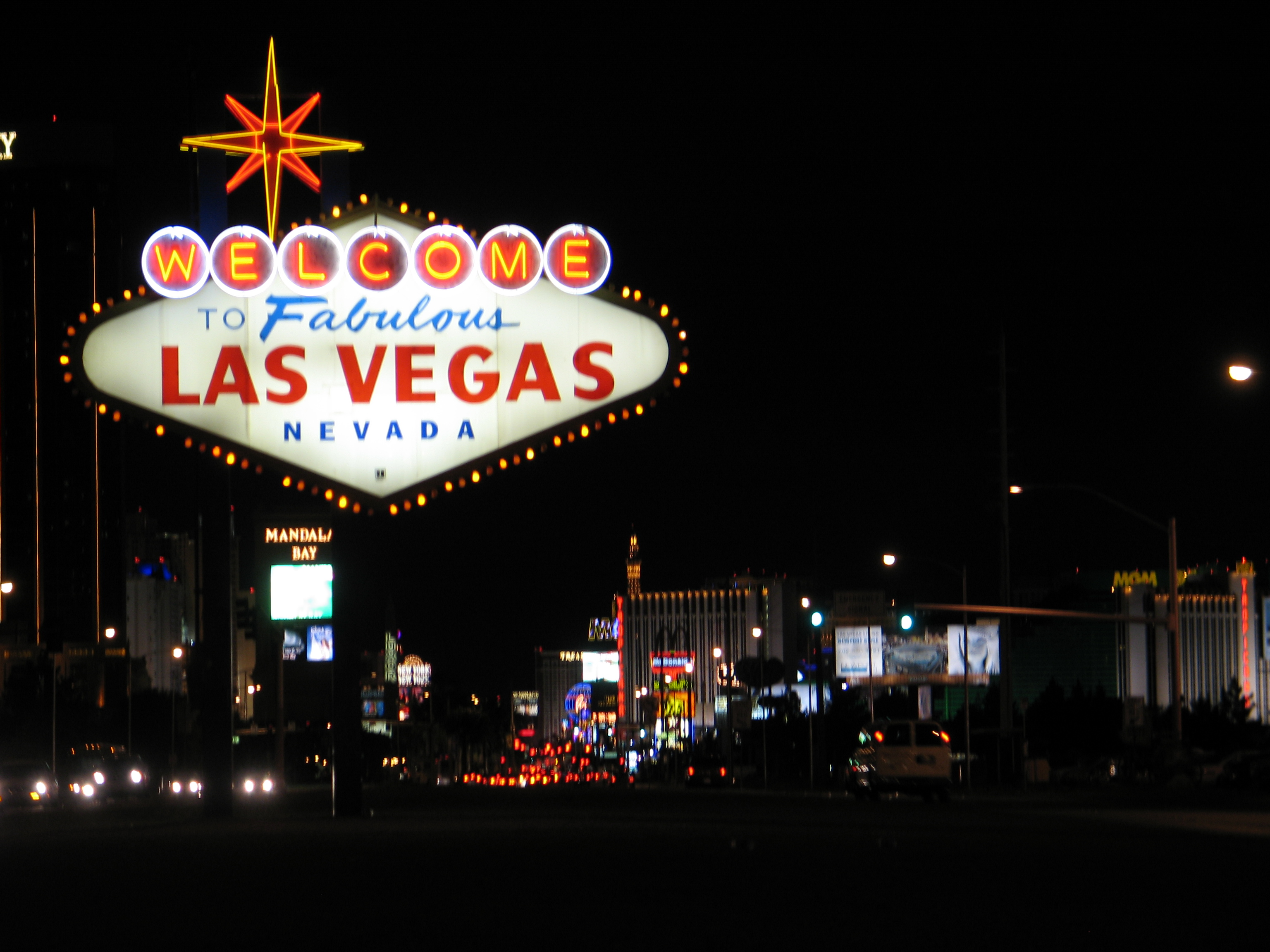
L'enseigne à l'entrée de la ville : Welcome to Fabulous Las Vegas (« Bienvenue à la fabuleuse Las Vegas »).

Deux événements contribuent au développement de la ville au début des années 1930 : l'aménagement du barrage Hoover sur le fleuve, situé à une cinquantaine de kilomètres au sud (la ville de Las Vegas ayant fait pression pour être le quartier général de la construction du barrage) et la légalisation des jeux d'argent en 1931. Las Vegas est également colonisée par des peuples dits libres de cow-boys et d'indiens Cheyennes.
La prostitution se développe et la ville gagne en notoriété lorsque des investisseurs (notamment des grandes figures de la mafia comme Bugsy Siegel ou Meyer Lansky) construisent des hôtels-casinos dans le centre-ville et sur le Strip après la Seconde Guerre mondiale. Le Flamingo est l'un des premiers en 1946 suivi par le Desert Inn (1950), le Binion's (1951), le Sahara (1952), l'Hacienda (1956) ou le Tropicana (1957) ; le Mirage devient en 1989 le premier vrai complexe hôtelier à Las Vegas. La ville devient « Sin City » (la « Ville du péché ») et « City without Clocks » (« la Ville sans horloge », les casinos n'ayant ni fenêtre ni horloge afin de ne pas distraire les joueurs).
Dans les années 1970-1980, le tourisme de masse augmente et contribue à la croissance économique de la ville, notamment grâce aux titans des casinos Howard Hughes et Steve Wynn. Dans les années 1980-1990, elle devient un centre de conventions.

### Mafia et casinos
Derrière ces investisseurs se cachent parfois des personnalités du crime organisé de la côte Est telles que Bugsy Siegel ou Meyer Lansky. Aux États-Unis, un certain nombre de caisses de retraites sont en effet gérées par des syndicats noyautés par la pègre,.
Ainsi, dans les années 1940 à 1970, la mafia américaine (la famille de Chicago en particulier) s'est retrouvée à la tête de millions de dollars, issus soit des caisses de retraites, soit de ses trafics. Millions de dollars qu'il fallait blanchir ou faire fructifier, et si possible les deux en même temps. L'option casino a été très vite retenue : tout se fait en liquide et dans des proportions telles que la comptabilité est affaire de « souplesse ».
Au départ, la Mafia préférait Cuba, et les débuts du Flamingo, l'hôtel-casino lancé en 1946 par Bugsy Siegel furent difficiles. En effet, Cuba présentait, à la fin des années 1940, d'énormes avantages : extraterritorialité, alliance tacite avec le pouvoir politique local et la CIA afin de maintenir l'île dans l'orbite américaine, proximité immédiate de la côte est, de loin la région des États-Unis la plus peuplée à cette époque. En 1959, la chute de Batista, renversé par Fidel Castro, marqua la fin de cette ère de prospérité : la Mafia se rabattit donc sur Las Vegas.

### Luxe et stars

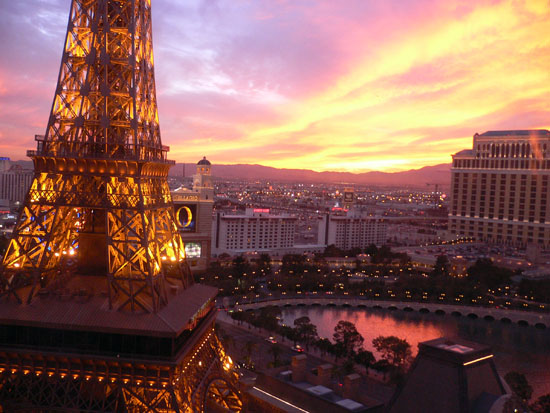
Soleil couchant sur le Bellagio depuis le Paris Las Vegas.

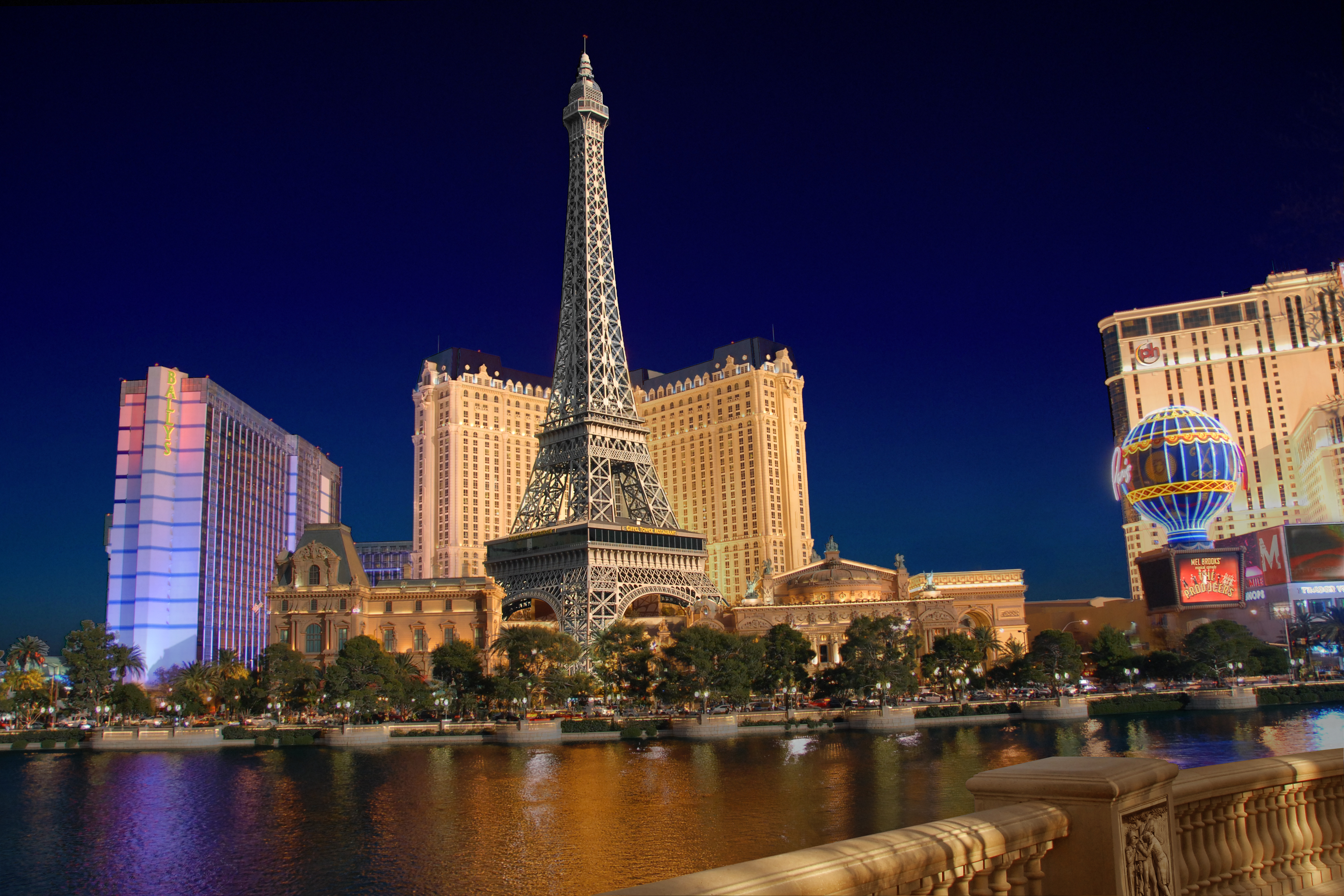
Le Paris entre jour et nuit.

Toutefois, tant en matière artistique qu'hôtelière, cette époque mafieuse est reconnue comme plus « raffinée » que dans la période 1970-1990. Les hôtels à dimension humaine alliaient le chic et le luxe à un service irréprochable et les plus grandes stars du moment se produisaient à Las Vegas.
L'exemple le plus connu en est d'ailleurs le fameux Rat Pack : Frank Sinatra et sa « bande de rats » (Dean Martin, Sammy Davis, Jr., Peter Lawford, beau-frère de John Fitzgerald Kennedy, et parfois Joey Bishop ou Shirley MacLaine) improvisaient tous les soirs sur la scène de la Copa Room de l'hôtel Sands détruit depuis. À la même période s'y produisait régulièrement le duo comique Bennett & Hudson. Le King, Elvis Presley, se produisit à l'International Hotel (Hilton Hotel) de 1969 à 1977 dans plus de 500 shows.
Plus récemment, Céline Dion a présenté pendant cinq ans au Caesars Palace le spectacle A New Day… qui s'est terminé le samedi 15 décembre 2007. Il a attiré plus de trois millions de spectateurs et aura rapporté 450 millions de dollars de recettes.[réf. nécessaire]. Entre 2007 et 2011 plusieurs artistes se sont succédé comme Britney Spears, Elton John, Cher... En 2011 un nouveau contrat a été signé pour un nouveau spectacle de la chanteuse Céline Dion précise René Angélil (manager de Céline Dion) pour une durée de huit ans pour un spectacle intitulé Céline.

### Diversification depuis 1989
Las Vegas est surnommée Sin City (« la ville du péché ») à cause des jeux d'argent, des spectacles pour adulte et de la prostitution légale dans les comtés voisins. Mais à partir de 1989, les autorités locales décident de diversifier la ville vers une clientèle plus familiale et consensuelle avec le Circus Circus et l'Excalibur. C'est à ce moment-là que le gigantesque hôtel The Mirage sort des sables grâce à l'homme d'affaires Steve Wynn. Depuis, la croissance de la ville tourne autour de 5 % par an.[réf. nécessaire]
Les casinos et les attractions se multiplient ainsi que les services connexes. La croissance de la population suit à un rythme effréné, ce qui pose quelques problèmes d'infrastructures. C'est même la ville la plus attrayante du pays[réf. souhaitée].
En 2003, la population de l'agglomération (Las Vegas Valley) compte 1 583 172 habitants. Un Chinatown apparaît même au début des années 1990 sur Spring Mountain Road.
Face à la crise économique mondiale, Las Vegas mise à la fin des années 2000 sur les spectacles et revendique d'être The Entertainment Capital of the World (en) (« la capitale mondiale du divertissement ») au même titre que Los Angeles. Elle est toutefois confrontée à une certaine misère (dans certains quartiers, six habitants sur dix vivent sous le seuil de pauvreté) ; et si des associations viennent en aide aux sans-abris et aux personnes défavorisées, l'État du Nevada reste impuissant à agir (peu d'argent public étant consacré pour pallier ces problèmes).

## Géographie

### Site

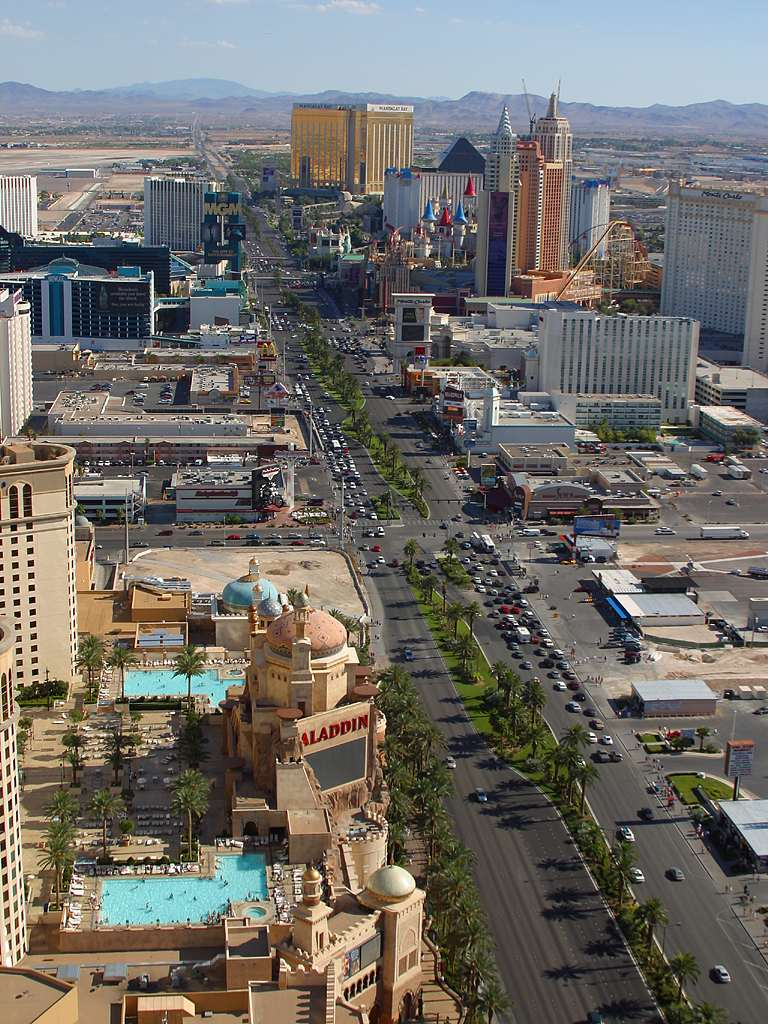
The Strip, boulevard où se trouvent les plus grands hôtels/casinos de Las Vegas.

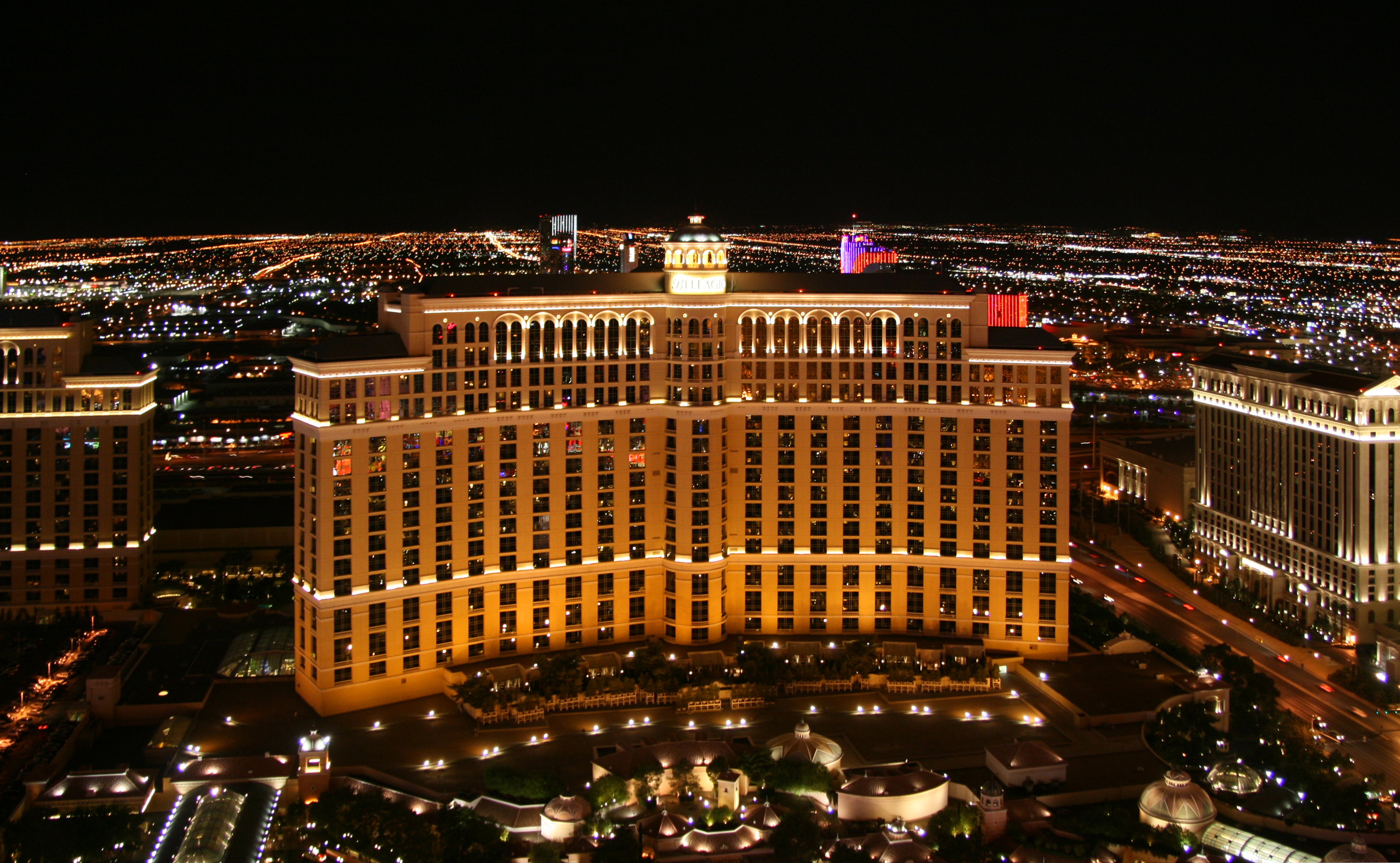
Las Vegas connaît une urbanisation rapide.

La ville de Las Vegas se trouve dans le sud de l'État du Nevada, dans le comté de Clark (36° 11′ 39″ N, 115° 13′ 19″ O). Selon le bureau du recensement des États-Unis, la commune s'étend sur 340 km2. Une infime partie de cette superficie (0,04 %) est recouverte par les eaux.
La ville se trouve dans une vallée , la Las Vegas Valley, au cœur d'une cuvette aride entourée par des montagnes enneigées en hiver : chaîne Spring (2 512 mètres), Rainbow Mountain à l'ouest, chaîne de Las Vegas au nord, Sunrise Mountain et Frenchman Mountain à l'est (1 025 mètres), Black Mountain au sud (1 552 mètres). Les paysages qui se trouvent autour sont désertiques et caractéristiques de la région géologique du Grand Bassin.
L'altitude moyenne est de 620 mètres au-dessus du niveau moyen de la mer. À cause de l'urbanisation et des prélèvements dans la nappe phréatique, le sol est affecté par une subsidence en relation avec les failles du quaternaire.

### Climat
Las Vegas a un climat désertique chaud (Classification de Köppen BWh) typique du désert des Mojaves. Cette grande ville reçoit une excellente durée d'ensoleillement annuelle et fait d'ailleurs partie des villes les plus ensoleillées de la planète : elle a une durée d'ensoleillement moyenne de 3 822 heures soit environ 87 % du temps. La température moyenne annuelle est de 20,3 °C et le total des précipitations est de 106,5 mm.
Les étés comprenant les mois de juin à septembre sont longs, très chauds et très secs avec une température moyenne maximale de 40 °C en juillet (le mois le plus chaud), alors que les températures nocturnes restent souvent au-dessus de 27 °C. Il y a en moyenne 134 jours avec une température maximale atteignant ou dépassant 32 °C et 74 jours avec 38 °C ou plus, avec la plupart de ces jours en juillet et en août. En été, l'humidité relative est très basse, souvent en dessous de 10 %. Des orages de forte chaleur peuvent parfois se produire et occasionner des crues dans certaines zones de la vallée. Le record de chaleur est atteint le 26 juillet 1931, avec 48 °C.
Les hivers y sont courts, doux et assez secs avec une température moyenne maximale de presque 14 °C en décembre (le mois le plus froid) alors que les températures nocturnes avoisinent 3 °C. Il gèle en moyenne 16 jours à Las Vegas. La plupart des précipitations tombent pendant la période hivernale : le mois le plus arrosé (février) connaît en moyenne 4 jours de pluie.
Le 18 décembre 2008, la ville est recouverte par plus de quinze centimètres de neige. C'est seulement la cinquième fois depuis 1937 que l’on peut mesurer la hauteur de neige tombée sur la cité du jeu.
| Mois                                | jan.  | fév.  | mars  | avril | mai   | juin | jui.  | août  | sep. | oct.  | nov. | déc.  | année |
| ----------------------------------- | ----- | ----- | ----- | ----- | ----- | ---- | ----- | ----- | ---- | ----- | ---- | ----- | ----- |
| Température minimale moyenne (°C)   | 3,1   | 5,3   | 8,7   | 12,4  | 17,8  | 22,7 | 26,2  | 25,3  | 20,1 | 13,8  | 7,1  | 2,8   | 13,8  |
| Température moyenne (°C)            | 8,8   | 11,1  | 15    | 19,1  | 24,7  | 29,9 | 33,2  | 32,1  | 27,6 | 20,4  | 13,1 | 8,2   | 20,3  |
| Température maximale moyenne (°C)   | 14,4  | 16,9  | 21,3  | 25,7  | 31,6  | 37,1 | 40,1  | 38,9  | 34,4 | 27    | 19,1 | 13,7  | 26,7  |
| Record de froid (°C)                | −13   | −9    | −7    | −1    | 3     | 9    | 13    | 12    | 6    | −3    | −9   | −12   | −13   |
| Record de chaleur (°C)              | 25    | 31    | 33    | 37    | 43    | 47   | 48    | 47    | 45   | 39    | 31   | 26    | 48    |
| Ensoleillement (h)                  | 244,9 | 248,6 | 313,1 | 345   | 387,5 | 402  | 390,6 | 368,9 | 336  | 303,8 | 246  | 235,6 | 3 822 |
| Précipitations (mm)                 | 13,7  | 19,3  | 11,2  | 3,8   | 3     | 1,8  | 10,2  | 8,4   | 6,4  | 6,9   | 9,1  | 12,7  | 106,5 |
| Nombre de jours avec précipitations | 3,1   | 4     | 2,9   | 1,6   | 1,2   | 0,6  | 2,5   | 2,6   | 1,6  | 1,7   | 1,7  | 3     | 26,5  |

| Diagramme climatique                                  |             |             |             |           |             |              |             |             |           |            |             |
| J                                                     | F           | M           | A           | M         | J           | J            | A           | S           | O         | N          | D           |
| 14,43,113,7                                           | 16,95,319,3 | 21,38,711,2 | 25,712,43,8 | 31,617,83 | 37,122,71,8 | 40,126,210,2 | 38,925,38,4 | 34,420,16,4 | 2713,86,9 | 19,17,19,1 | 13,72,812,7 |
| Moyennes : • Temp. maxi et mini °C • Précipitation mm |             |             |             |           |             |              |             |             |           |            |             |

### Problèmes environnementaux
Las Vegas s'étend au fond d'une vallée et connaît donc parfois des inondations (comme celle d'août 2003). La municipalité dépense des millions de dollars pour pallier ce problème en aménageant des bassins de rétention.

### L'approvisionnement en eau
Du fait de sa situation dans le désert, le principal problème est l'alimentation en eau de la métropole, la région connaissant la sécheresse depuis 2000. Contrairement à une idée reçue, ce ne sont pas les casinos qui consomment le plus d'eau mais la population de Las Vegas. La croissance démographique entraîne des besoins considérables, que le lac Mead, situé à quelques dizaines de kilomètres à l'est de la ville, a de plus en plus de mal à satisfaire. Pour faire face à la pénurie, la municipalité encourage l'abandon des pelouses par les habitants au profit de jardins plantés de cactus. Elle lutte contre le gaspillage de l’eau : les particuliers négligents risquent une amende pouvant aller jusqu’à 5 000 US$ pour les fuites d’eau. En 2010, la Southern Nevada Water Authority (en) (SNWA) envisageait de construire un aqueduc pour prélever l’eau nécessaire à son développement à 500 km au nord de la ville, mais le projet n'a pas encore vu le jour.

## Démographie

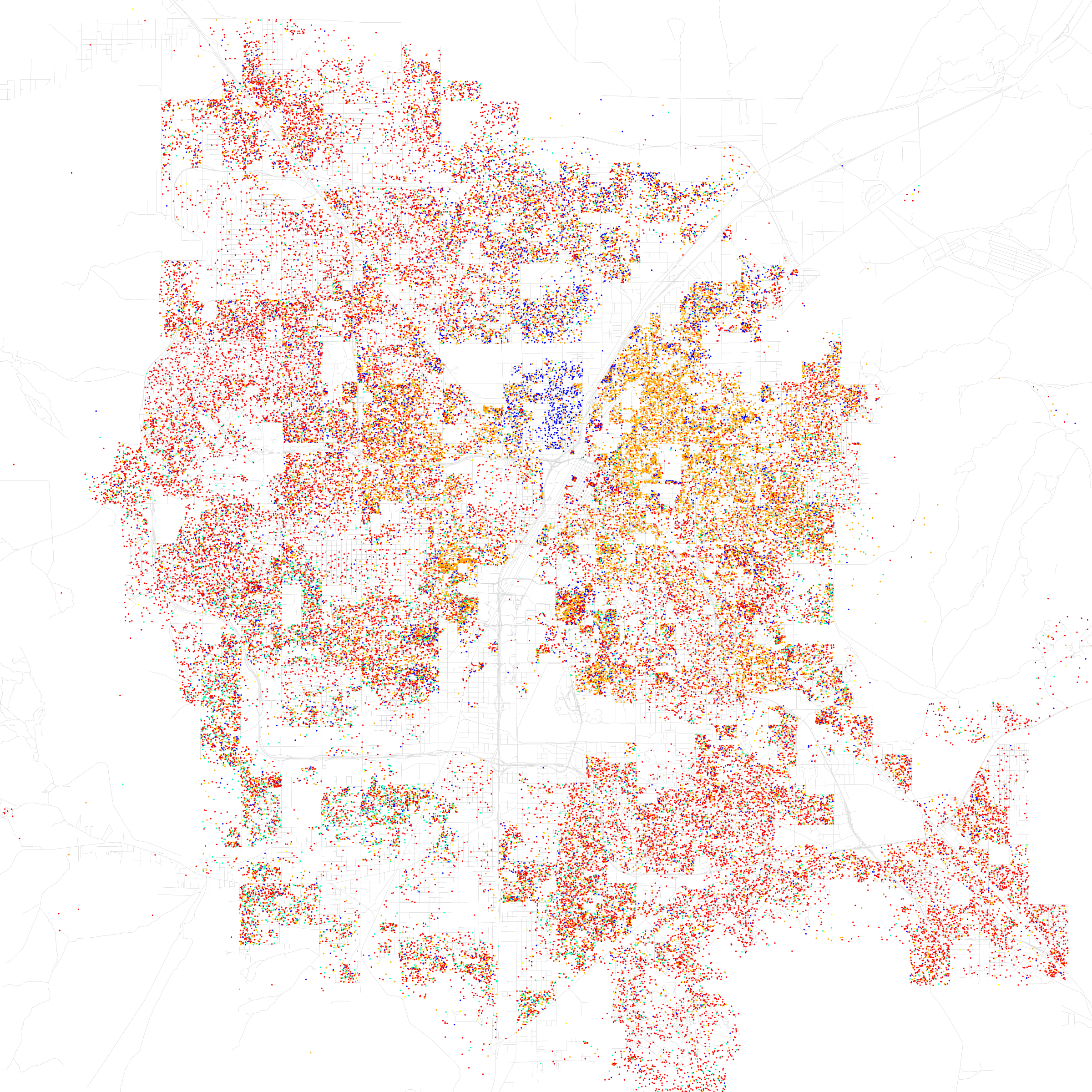
Distribution des groupes ethniques en 2010. Chaque point représente 25 personnes : Blancs non hispaniques, Noirs, Asiatiques, Latinos et Autres (jaune).

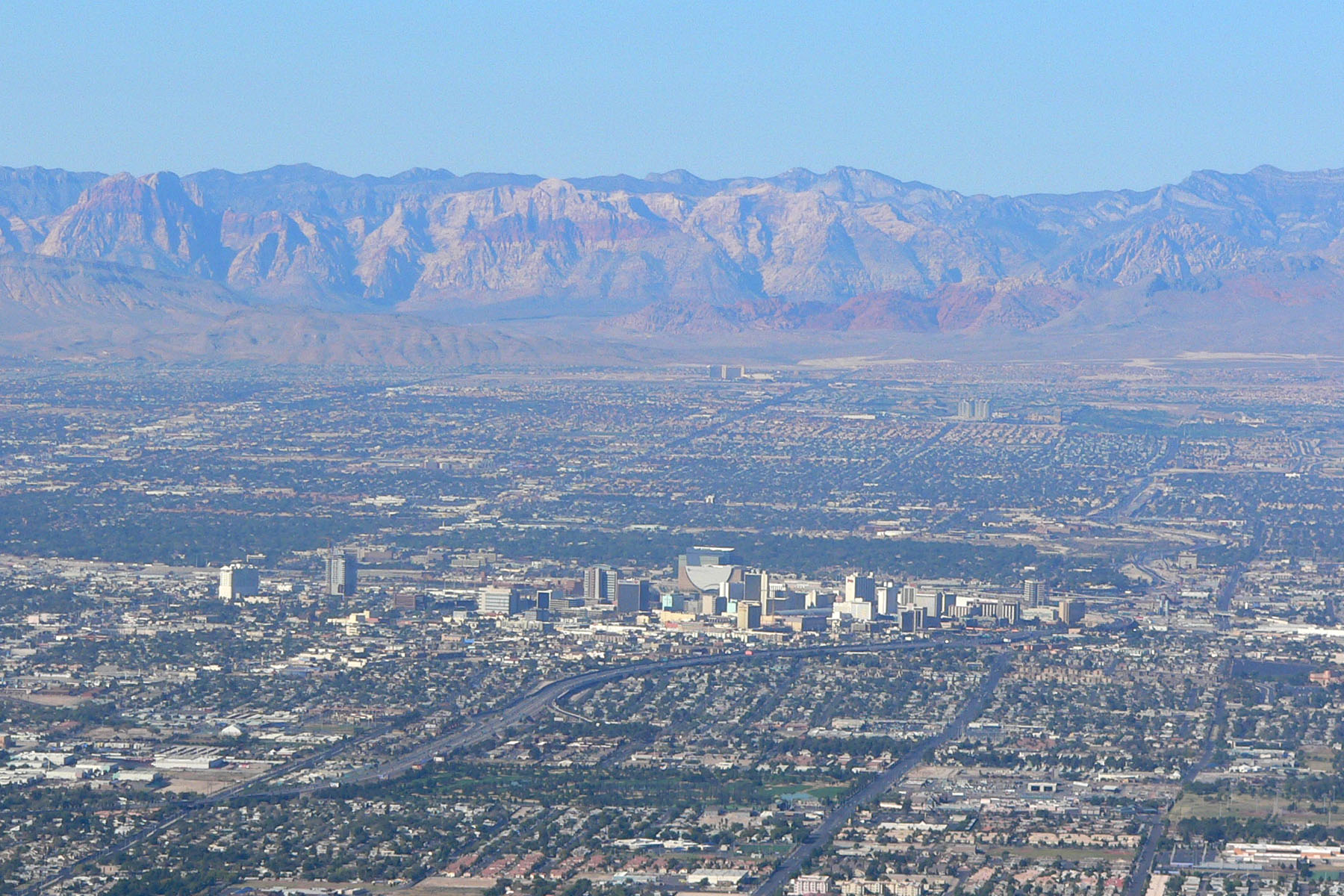
Centre-ville de Las Vegas.

Répartition de la population par groupe ethnique (1940-2010)
| Profil démographique             | 2020   | 2010   | 2000   | 1990   | 1970   |
| -------------------------------- | ------ | ------ | ------ | ------ | ------ |
| Blancs américains                | 55,5 % | 62,1 % | 69,9 % | 78,4 % | 87,6 % |
| —Blancs non-hispaniques          | 42,1 % | 47,9 % | 58,0 % | 72,1 % | 83,1 % |
| Afro-Américains                  | 11,5 % | 11,1 % | 10,4 % | 11,4 % | 11,2 % |
| Hispaniques et Latino-Américains | 34,1 % | 31,5 % | 23,6 % | 12,5 % | 4,6 %  |
| Asio-Américains                  | 6,8 %  | 6,1 %  | 4,8 %  | 3,6 %  | 0,7 %  |

En 2020, le Bureau du recensement des États-Unis porte une estimation de la population de la ville à 641 903 habitants. Las Vegas était la 32e plus grande ville des États-Unis en 2000, puis la 25e en 2020.
Selon les estimations du Bureau du recensement des États-Unis, l'agglomération de Las Vegas avait une population de 2 265 461 personnes en 2020, et la région a l'une des croissances les plus rapides aux États-Unis. Entre 1999 et 2004, la population a augmenté de 20 %, elle a quadruplé entre 1980 et 2010. Cette croissance s'explique par le climat ensoleillé, le faible taux de chômage, le coût raisonnable de la vie, la faiblesse des prélèvements fiscaux,.
Sur les quelque 2,2 million de personnes qui vivent dans l'agglomération de Las Vegas, 641 903 personnes résident dans les limites de la commune, environ 700 000 personnes dans des territoires non érigés en municipalité et régis par le comté de Clark, et 465 000 personnes dans les communes de North Las Vegas, Henderson et Boulder City.[réf. souhaitée]
Selon l'American Community Survey, pour la période 2011-2015, 66,43 % de la population âgée de plus de 5 ans déclare parler l'anglais à la maison, 25,27 % l'espagnol, 2,46 % le tagalog, 0,75 % une langue chinoise et 5,09 % une autre langue.
Le taux de suicides à Las Vegas est l'un des plus élevés des États-Unis.

### Mariages
Las Vegas, connue pour ses mariages faciles et rapides, est considérée comme la capitale mondiale du mariage. La ville est parsemée de wedding chapels, principalement sur le Strip et dans downtown. L'une des plus connues est la Graceland Wedding chapel. Outre ces chapelles, la ville propose également le service à son Office of Civil Marriages, l'inscription pouvant également se faire en ligne.
Beaucoup de célébrités y ont prononcé leurs vœux, dont :
- Johnny Hallyday et Adeline Blondieau en secondes noces en 1994[24] ;
- Joe Jonas et Sophie Turner en 2019[25] ;
- Britney Spears et Jason Allen Alexander en 2004[26] ;
- Angelina Jolie et Billy Bob Thornton en 2000[27] ;
- Carmen Electra et Dennis Rodman en 1998[28] ;
- Cindy Crawford et Richard Gere en 1991[29] ;
- Dorothea Hurley et Jon Bon Jovi, en 1989[30].

## Politique et administration
L'administration de la ville est de type gouvernement à gérance municipale. Le conseil municipal comprend le maire et six conseillers, élus au suffrage universel pour quatre ans. Carolyn Goodman est maire depuis 2011, date à laquelle elle a succédé à son mari Oscar Goodman. Un gérant municipal dirige l'ensemble des services.
La région métropolitaine se partage un service de police. Le Las Vegas Metropolitan Police Department fournit la plupart des services de police dans la ville et dans les environs du comté.
| Période | Période  | Identité         | Étiquette | Qualité        |
| ------- | -------- | ---------------- | --------- | -------------- |
| 1987    | 1991     | Ron Lurie        | D         | Démocrate      |
| 1991    | 1999     | Jan Lavery Jones | Démocrate | Première femme |
| 1999    | 2011     | Oscar Goodman    | Démocrate |                |
| 2011    | 2024     | Carolyn Goodman  | Démocrate |                |
| 2024    | en cours | Shelley Berkley  | Démocrate |                |

| Nom             | Circonscription | Mandat    |
| --------------- | --------------- | --------- |
| Brian Knudsen   | 1er ward        | 2019-2023 |
| Victoria Seaman | 2e ward         | 2019-2023 |
| Olivia Diaz     | 3e ward         | 2019-2023 |
| Stavros Anthony | 4e ward         | 2009-2021 |
| Cedric Crear    | 5e ward         | 2018-2023 |
| Michele Fiore   | 6e ward         | 2017-2021 |

## Économie
Las Vegas étant l'une des premières destinations touristiques au monde, on y compte plus de cent vingt mille chambres d'hôtel. D'autres facteurs entrent en compte pour l'économie de Las Vegas, comme les jeux d'argent mais aussi les restaurants, les spectacles et autres divertissements que l'on peut y trouver. En 1997, Las Vegas a attiré quelque 30 millions de visiteurs et environ 39 millions en 2007. La métropole produit quelque 70 % des revenus de l'État du Nevada.
Las Vegas est, en mars 2009, la cinquième ville des États-Unis la plus touchée par la crise économique de 2008-2009 : les prix de l’immobilier ont baissé de 41 % en moyenne et le taux d'inoccupation atteint 16 %. La fréquentation touristique a baissé de 4 % en 2009 et plusieurs hôtels ont dû baisser leurs tarifs. Cependant, les grands projets immobiliers sont les plus récents comme CityCenter (8,5 milliards de dollars, 27 hectares), Veer Towers and the Harmon (hôtel de 400 chambres, ouvert en 2010), Haze (une boîte de nuit de 2 300 m2).
Selon l'université du Nevada, 58,6 % des revenus de la ville provenaient des jeux en 1984 contre 36,4 % en 2012, laissant plus de place à l'hôtellerie (25,3 % contre 16,1 %), la restauration (15,8 % contre 11,4 %) et les divertissements (15 % contre 6,2 %). Néanmoins, le secteur des boissons est en baisse passant de 7,7 % en 1984 à 7,5 % en 2012.

### Consumer Electronics Show
Le Consumer Electronics Show, ou CES, est le plus important salon consacré à l'innovation technologique en électronique grand public. Il se tient annuellement à Las Vegas au début du mois de janvier, et il est organisé par la Consumer Technology Association. Selon certains observateurs européens, ce salon fait peu de place à la Green IT, à l'efficience énergétique et aux produits « environmently friendly ». Ils soulignent la nécessité de faire preuve de sobriété et de tempérance devant les excès du marketing, afin de limiter l’impact environnemental du numérique.

### Tourisme
La ville accueille environ trente-six millions de visiteurs par an, ce qui en fait une des premières villes touristiques du monde[réf. nécessaire]. Les touristes qui viennent en famille peuvent également voir des sosies en cire de stars au Madame Tussauds qui est similaire à celui de Londres. Plus de cent célébrités comme Jennifer Lopez, Richard Gere ou George Clooney font partie de la précieuse collection de personnalités comme son homologue français le musée Grévin. Ou bien ils peuvent toujours admirer les talents de l’équipe de basket les Harlem Globetrotters lors de leur représentation exceptionnelle.
Pour ceux qui aiment les spectacles de sosies, “La Cage” est l’événement fait sur mesure. Ce show met en scène des chanteurs ou acteurs, de Diana Ross à Bette Midler, Céline Dion ou Judy Garland sans oublier Cher ou Tina Turner. Ce spectacle a lieu au Riviera Hôtel Casino.

#### Hôtels et casinos

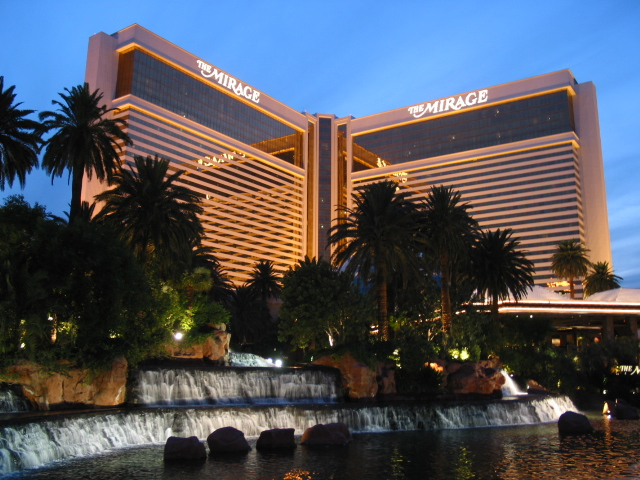
Hôtel Mirage.

Las Vegas est mondialement connu pour ses casinos. La plupart de ceux-ci sont aussi des hôtels à grande capacité dont le casino est ouvert à tous (les jeux d'argent restent cependant interdits aux moins de vingt-et-un ans aux États-Unis). Les hôtels-casinos se répartissent sur deux zones :
- Downtown, le centre-ville, avec les casinos les plus anciens et l'attraction lumineuse Fremont Street Experience ;
- Le Strip, parfois appelé aussi South Strip ou, officiellement, Las Vegas Boulevard, un long boulevard s'étendant du centre-ville vers le sud en direction de Los Angeles. C'est là que se situent les hôtels-casinos les plus grands, les plus récents et souvent les plus excentriques. Leur architecture, souvent à thème, est parfois saisissante. De nombreux hôtels du Strip comprennent aussi des salles de spectacles utilisées pour des concerts, spectacles de prestidigitation et autres numéros comme les productions du Cirque du Soleil. Mais il n'y a pas que des hôtels-casinos ; il y a des motels au sorties de la ville et des hôtels « normaux ».

##### Liste des principaux hôtels-casinos du Strip
Du nord au sud on trouve, entre autres :
| Nom                                                                 | Chambres | Date d'ouverture   | Commentaire |
| ------------------------------------------------------------------- | -------- | ------------------ | --- |
| The STRAT Hotel, Casino & Skypod 2000 Las Vegas Blvd. South         | 2 444    | 30 avril 1996      | L'hôtel est nommé Stratosphere Las Vegas jusqu'en janvier 2020. Son attraction principale est la Stratosphere Tower qui culmine à quelque 1 149 pieds, soit près de 365 mètres. Au sommet se trouve un petit parcours de montagnes russes ainsi que le Big Shot. Cette attraction propulse les visiteurs en haut d'une tour de 49 mètres environ avec une poussée maximum de 4G jusqu’à 72 km/h. C'est également l'attraction la plus haute du monde ; elle offre par ailleurs une vue imprenable sur le Strip et la ville tout entière. |
| Sahara 2535 Las Vegas Blvd. South                                   | 1 720    | 1952               | Il s'inspire, comme son nom l'indique, du désert du Sahara. Il a ouvert ses portes en 1952 et a aujourd'hui 1720 chambres. La Tangiers tower est la plus haute tour de l'hôtel, elle mesure 90 mètres de haut (295 pieds) pour 26 étages. Il y a plusieurs restaurants au Sahara (Sahara Buffet, Nascar Café, House of Lords…) et une chapelle de mariage. L'attraction principale est le Speed, des montagnes russes dont le circuit longe le Strip et traverse la grandiose enseigne du Sahara devant l'hôtel. Le Sahara a fermé ses portes le 16 mai 2011 et a rouvert en 2014 après une restauration. |
| Circus Circus 2880 Las Vegas Blvd. South                            | 3 774    | 18 octobre 1968    | Le Circus-Circus est le tout premier hôtel à avoir présenté des jeux pour toute la famille, ce qui a permis aux adultes avec enfants de venir jouer à Las Vegas. Maintenant tous les hôtels possèdent des attractions pour les moins de vingt-et-un ans (âge légal pour pouvoir jouer aux jeux d'argent). Derrière l'hôtel, comme on peut le voir sur la photo, un parc d'attraction couvert contenant les plus grandes montagnes russes couvertes du monde et bien d'autres choses. Devant l'hôtel, on peut même faire du saut à l'élastique. |
| Riviera 2901 Las Vegas Blvd. South                                  | 2100     | 20 avril 1955      | Il a été ouvert le 20 avril 1955. Donnant sur le Las Vegas Strip, il se situe à côté du Wynn Las Vegas et en face du Westward Ho. L'hôtel offre 2100 chambres et dispose de plusieurs restaurants (Kristofer's Steakhouse, World's Fare Buffet, Ristorante Italiano…). C'est le casino dans lequel travaille Robert De Niro dans le film Casino de Martin Scorsese. Le Riviera a été dynamité le 16 août 2016 à 2h30 (heure de Las Vegas). |
| Westward Ho 2900 Las Vegas Blvd. South                              | 744      | 1963               | Ouvert en 1963, il était le dernier des grands motels du Strip. Fermé le 17 novembre 2005, il a depuis été détruit. |
| Stardust 3000 Las Vegas Blvd. South                                 | 2 340    | Juillet 1958       | Pendant plusieurs décennies, une équipe du Lido de Paris se produisit sur la scène de l'hôtel. Fermeture définitive le 1er novembre 2006 et destruction du bâtiment le 13 mars 2007. |
| New Frontier 3120 Las Vegas Blvd. South                             | 1 000    | 30 octobre 1942    | Fermeture définitive le 16 juillet 2007. |
| Wynn Las Vegas 3131 Las Vegas Blvd. South                           | 2 716    | 28 avril 2005      | L'hôtel compte actuellement 2 716 chambres et une extension de 1 300 chambres est d’ores et déjà prévue. Cet hôtel a déjà coûté la bagatelle de 2,4 milliards de dollars. Il se situe sur le Strip en face du Treasure Island. Il s'agit d'une tour de 45 étages. On y trouve un très grand casino, un lac, 18 restaurants, une boîte de nuit, un concessionnaire Ferrari et Maserati, 26 boutiques, une galerie d'art, deux chapelles, un très grand complexe de piscines, un parcours de golf de 18 trous ainsi qu'un spectacle du réalisateur de O et de Mystère appelé Le Rêve. |
| Treasure Island 3300 Las Vegas Blvd. South                          | 2 900    | 27 octobre 1993    | Le Treasure Island compte 2 900 chambres. L'hôtel présente le thème de l'île au trésor comme l'indique son nom et propose d'ailleurs un show reconstituant l'attaque d'un bateau par les pirates et son naufrage. Il est relié au Mirage par un monorail. |
| The Venetian 3355 Las Vegas Blvd. South                             | 7 000    | 3 mai 1999         | Comme son nom l'indique, cet hôtel reprend comme thème la ville de Venise. Il comptait jusqu’à récemment 3 036 suites de 60 m2 minimum ; une extension de 1 013 suites, la Venezia Tower, a été construite le 27 juin 2003, portant le tout à 4 049 suites. En 2007, une nouvelle extension, The palazzo, est construite, faisant du Venetian le plus grand hôtel du monde avec plus de 7 000 chambres et suites. Il dispose également de 15 restaurants et pas moins de 150 boutiques. Il a coûté environ 2 milliards de dollars (sans l'extension). Il comprend également un musée de motos mais aussi et surtout le Guggenheim Museum of Las Vegas qui accueille de très grandes toiles venant, entre autres, du musée du Louvre à Paris et du musée de l'Ermitage de Saint-Pétersbourg. |
| The Mirage 3400 Las Vegas Blvd. South                               | 3049     | 22 novembre 1989   | L'hôtel a coûté 730 millions de dollars et propose 3 049 chambres. Dans l'hôtel, un aquarium de 90 000 litres environ et quelque 1 000 palmiers de 20 mètres de haut. L'intérieur est en marbre du sol au plafond. |
| Casino Royale 3411 Las Vegas Blvd. South                            | 152      | 1979               | D'abord appelé Nob Hill, il est rebaptisé Casino Royale en 1992 |
| Harrah's Las Vegas 3475 Las Vegas Blvd. South                       | 2616     | 1992               | Anciennement appelé Holiday Casino. |
| The Linq 3535 Las Vegas Blvd. South                                 | 2700     | 1980               | Anciennement appelé Flamingo Capri, Imperial Palace ou The Quad, le Linq obtient son nom actuel après 2014. Son nom complet est The Linq Hotel and Casino. Cet hôtel possède une particularité remarquable sur le Strip de Las Vegas, car il possède une grand roue, nommée The High Roller at The Linq. Elle a été inaugurée en 2014. |
| Flamingo Las Vegas 3555 Las Vegas Blvd. South                       | 3 642    | 1946               | Anciennement Flamingo puis Flamingo Hilton, il appartient à ce jour[Quand ?] au groupe Harrah's et il est le premier hôtel de Las Vegas. |
| Caesars Palace 3570 Las Vegas Blvd. South                           | 3 370    | 5 août 1966        | Un des plus anciens et plus luxueux hôtels de Las Vegas. Un Grand Prix de Formule 1 a eu lieu sur son parking, ce qui illustre la démesure de cette ville. Il compte 3 370 chambres et a reçu une nouvelle apparence il y a peu[Quand ?]. Une nouvelle extension, la Augustus Tower, a ouvert en août 2005. Elle compte 949 chambres de grand luxe sur 26 étages. |
| Gansevoort Las Vegas 3595 Las Vegas Blvd. South                     | 200      | 1979               | Anciennement appelé Barbary Coast |
| Bellagio Las Vegas 3600 Las Vegas Blvd. South                       | 3 933    | 15 octobre 1998    | L'hôtel Bellagio compte 3 933 chambres sur 35 étages. Cet hôtel de grand luxe a coûté plus de 1,3 milliard de dollars. Dans un style italien, il présente une grande galerie de boutiques de luxe. Devant l'hôtel, se trouve un grand lac sur lequel un spectacle de jets d'eau (plus de 75 mètres de haut) se joue en musique toutes les 20 minutes environ dès qu'il commence à faire nuit. Depuis peu, une nouvelle tour a été construite à côté du bâtiment principal. |
| Bally's Las Vegas 3645 Las Vegas Blvd. South                        | 2 832    | 5 juillet 1973     | Anciennement MGM Grand Hotel and Casino, à l'époque le plus grand du monde avec 2 084 chambres. Vendu 3 milliards de dollars au géant Hilton en 1986. Un incendie avait fait 84 morts et près de 750 blessés le 21 novembre 1980. Il est relié au Paris Las Vegas par une galerie commerçante et au MGM Grand par un monorail. |
| Paris Las Vegas 3655 Las Vegas Blvd. South                          | 2 916    | 1er septembre 1999 | Il a coûté 800 millions de dollars et compte 2 916 chambres. Par ailleurs, environ 4 200 employés y travaillent. Il est relié au Bally's par une galerie commerçante. On peut y voir la réplique de la tour Eiffel (165 mètres). |
| Planet Hollywood 3667 Las Vegas Blvd. South                         | 2 567    | 1963               | Ouvert sous le nom de Tally-Ho. Reconstruit et rebaptisé Alladin en août 2000, il est acheté par Planet Hollywood en 2004. |
| Boardwalk / Cosmopolitan Resort & Casino 3750 Las Vegas Blvd. South | 654      | 1968               | Reconstruit et agrandi dans les années 1990. Le Boardwalk est détruit le 9 mai 2006, et laisse place au Cosmopolitan Las Vegas, qui sera inauguré le 15 décembre 2010. L'hôtel propose 3 041 chambres. |
| Park MGM 3770 Las Vegas Blvd. South                                 | 3 014    | Juin 1996          | L'hôtel compte 3 014 chambres et a coûté 344 millions de dollars. Il a ouvert en juin 1996 après seulement quatorze mois de travaux sous le nom Monte Carlo, il avait alors pour thème Monaco. Il a été rénové entre 2016 et 2018, voyant son nom changer pour devenir le Park MGM à sa réouverture, et étant désormais centré sur le thème de la nature. |
| MGM Grand Las Vegas 3799 Las Vegas Blvd. South                      | 5 034    | 18 décembre 1993   | L'hôtel compte 5 034 chambres et a coûté un peu plus de 1 milliard de dollars auquel se sont ajoutés quelque 750 millions de dollars pour la rénovation et l'agrandissement (un étage supplémentaire avec vingt-neuf suites, ainsi qu'une nouvelle décoration intérieure et une nouvelle façade). Il fut à son ouverture le plus grand hôtel du monde jusqu'à l'agrandissement du Venetian. Il compte également plusieurs grandes piscines extérieures ainsi qu'une petite rivière, qui a remplacé l’« ancienne nouvelle » piscine intérieure, qui elle-même avait remplacé la piscine extérieure avec plage de sable. On y trouve aussi des terrains de tennis, des salles de sport et de remise en forme, des salles de réunions, une grande salle de réception pour les événements sportifs (boxe notamment) et grands spectacles, de plus de 15 000 places. Un parc d'attractions situé derrière l'hôtel a fermé faute de fréquentation. Cet espace a été utilisé pour la réalisation de trois tours d'appartements de grand luxe. Et enfin une galerie marchande ainsi que de très nombreux restaurants… L'hôtel comprend, entre autres, plus de 18 000 portes et environ cent ascenseurs. On peut également y voir des lions. Il existe une succursale du Crazy Horse Saloon de Paris. |

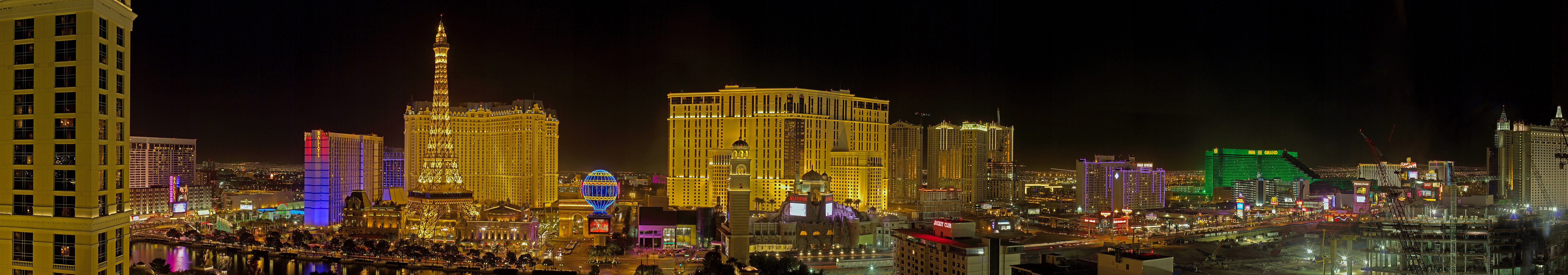
Vue panoramique du Strip de Las Vegas.

| New York - New York 3790 Las Vegas Blvd South                       | 2 119    | 3 janvier 1997     | Cet hôtel propose 2 119 chambres sous la forme de répliques de douze bâtiments de New York, dont notamment l'Empire State Building sur 47 étages et environ 160 mètres de haut. Un grand circuit de montagnes russes fait le tour de l'hôtel. La plus grande chute fait 64 mètres et on atteint en bas de celle-ci environ 110 km/h. |
| Tropicana 3801 Las Vegas Blvd. South                                | 1 800    | 1957               | L'hôtel compte 1 871 chambres, le casino a une surface de 5 667 mètres carrés. L'hôtel dispose de plusieurs restaurants (Legends Steak & Seafood, Mizuno's, Tuscany Italian Café, Island Buffet, Garden Café, Player's Deli, Java Java). Plusieurs divertissement sont proposés dont les Folies Bergère. |
| Excalibur 3850 Las Vegas Blvd South                                 | 4 032    | 19 juin 1990       | Plus grand hôtel du monde lors de sa construction jusqu'en 1993 lors de l'ouverture du MGM Grand avec ses 5 005 chambres (aujourd'hui 5 034 avec l'étage de suites supplémentaire). Thème médiéval. |
| Luxor 3900 Las Vegas Blvd South                                     | 4 476    | 15 octobre 1993    | L'hôtel Luxor compte 4 476 chambres réparties sur trente étages dans la pyramide et sur 22 étages dans les deux tours extérieures qui ont été ajoutées quelques années après son ouverture. Il occupe ainsi la quatrième place au rang des hôtels les plus grands du monde. Il est relié au Mandalay Bay à gauche et à l'Excalibur à droite par un métro aérien. À l'intérieur, cinéma Imax, petit Nil sur lequel on peut naviguer. |
| Mandalay Bay 3950 Las Vegas Blvd South                              | 4 766    | mars 1999          | Cet hôtel a été construit sur l'emplacement de l'ancien hôtel Hacienda, qui n'existe donc plus aujourd'hui. Il se trouve à gauche du Luxor. Un métro aérien relie cet hôtel au Luxor et à l'Excalibur. Il est également doté d'une énorme piscine avec une rivière avec courant. Cet hôtel de grand luxe comptait jusqu’à il y a peu encore 3 644 chambres sur 43 étages. Mais l'ajout d'une extension nommée The Hotel début janvier 2004 de 1 122 suites porte le tout à 4 766 chambres. Il mesure 146 mètres de haut. Le quatrième plus grand hôtel du monde. |
| Delano Las Vegas 3950 Las Vegas Blvd South                          | 1 122    | Janvier 2004       | "THE Hotel at Mandalay Bay" est la première extension du Mandalay Bay Resort, un très grand complexe hôtelier de Las Vegas. Il est situé près du Las Vegas Strip et mesure 148 mètres de haut (485 pieds) pour 43 étages. Il est dirigé par l'un des actionnaires majoritaires de la compagnie Coca Cola Frederic Noldus. |
| Trump 3128 Las Vegas Blvd South                                     | 1 122    | Mars 2008          | L'hôtel Trump Las Vegas a ouvert en mars 2008. Le bâtiment est une grande tour dorée et fait partie des hôtels de l'organisation The Leading Hotels in the World. Appartient à Trump international. |
| Four Seasons 3960 Las Vegas Blvd South                              | 424      | 1999               | Il est situé à côté du Mandalay Bay, au bout du Strip. Il y a 434 chambres dans l'hôtel. Elles se trouvent au dernier étage du Mandalay Bay. Le Four Seasons est uniquement un hôtel, il n'y a pas de casino et il n'y a pas non plus de restaurants ou d'autres activités. |

##### Liste des principaux hôtels-casinos situés hors du Strip
Par ordre alphabétique :
- Gold Coast hotel-casino
- Orleans hotel-casino
- Sam's Town hotel-casino
- Suncoast hotel-casino
- South Point Hotel, Casino, and Spa
- Hard Rock hotel-casino. Il est racheté en mars 2018 par le Groupe Virgin pour devenir un nouvel hôtel du groupe de Richard Branson. Il est officiellement fermé le 4 février 2020 pour commencer les travaux. Le groupe Virgin a précisé que la collection d'objets en lien avec la musique sera conservée[36].
- Hooters Casino Hotel
- Palace Station
- Palms casino-resort
- Rio

##### Hôtels-casinos situés dans le Downtown Las Vegas

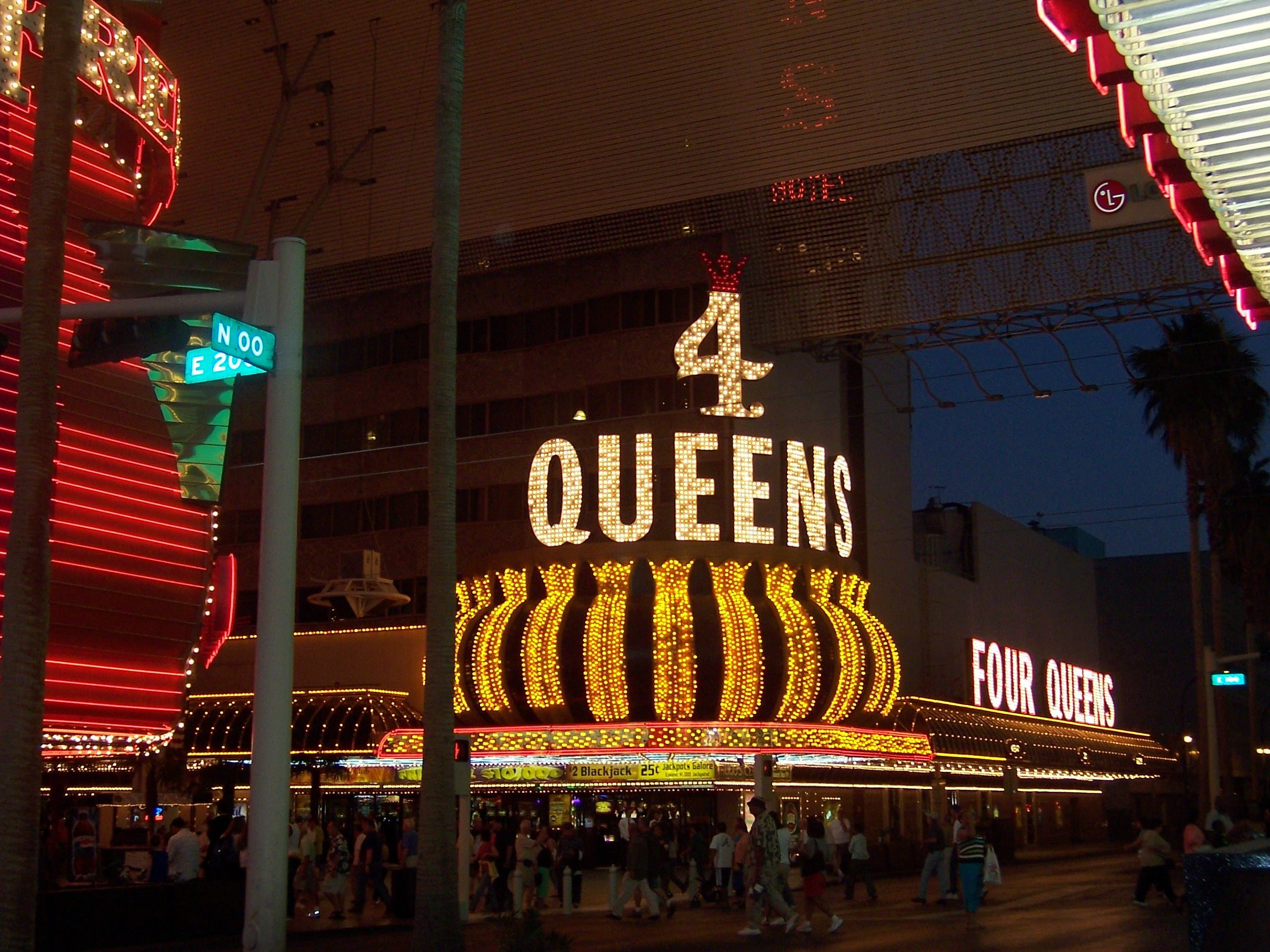
Four Queens Hotel and Casino dans le Downtown Las Vegas.

La plupart des autres hôtels-casinos sont situés dans le quartier de Downtown Las Vegas :
- Binion's Horseshoe
- California Hotel and Casino
- El Cortez
- Fitzgeralds Las Vegas
- Four Queens
- Fremont Hotel and Casino
- Gold Spike
- Golden Gate Casino
- Golden Nugget Las Vegas
- Lady Luck Hotel & Casino
- Las Vegas Club
- Main Street Station Hotel and Casino and Brewery
- Mermaids Casino
- Plaza Hotel & Casino
- Pioneer Casino

##### Projets hôteliers
On dit de Las Vegas qu'elle est une ville « toujours en construction ». Voici quelques projets hôteliers pour la ville :
- Echelon Place

##### Grands groupes hôteliers implantés à Las Vegas
- MGM Resorts International
- Caesars Entertainment
- Caesars Entertainment Corporation
- Las Vegas Sands
- Boyd Gaming

##### Parmi les grands hôtels du monde
Sur les vingt-huit plus grands hôtels du monde, vingt sont situés à Las Vegas :
1. The Venetian / Palazzo : environ 7 128 chambres (Las Vegas)
2. First World Hôtel : 6 518 chambres (Malaisie)
3. MGM Grand Las Vegas : 5 044 chambres (Las Vegas)
4. Wynn Las Vegas : 4 755 chambres (Las Vegas)
5. Luxor Hotel : 4 408 chambres (Las Vegas)
6. Mandalay Bay / THEHotel : 4 332 chambres (Las Vegas)
7. Ambassador City Jomtien : 4 210 chambres (Thaïlande)
8. Excalibur Hotel and Casino : 4 008 chambres (Las Vegas)
9. Aria Resort & Casino : 4 004 chambres (Las Vegas)
10. Bellagio : 3 933 chambres (Las Vegas)
11. Circus Circus : 3 774 chambres (Las Vegas)
12. Planet Hollywood : 3 697 chambres (Las Vegas)
13. Shinagawa Prince Hotel : 3 680 chambres (Tokyo)
14. Flamingo Las Vegas : 3 626 chambres (Las Vegas)
15. Hilton Hawaiian Village : 3 386 chambres (Honolulu)
16. Caesars Palace : 3 348 chambres (Las Vegas)
17. The Mirage : 3 044 chambres (Las Vegas)
18. The Venetian Macao : 3 000 chambres (Macao)
19. Cosmopolitan 2 995 chambres
20. Monte Carlo : 2 992 chambres (Las Vegas)
21. Las Vegas Hilton : 2 956 chambres (Las Vegas)
22. Paris Las Vegas: 2 915 chambres (Las Vegas)
23. Treasure Island : 2 885 chambres (Las Vegas)
24. Gaylord Opryland Resort : 2 881 chambres (Nashville)
25. Disney's Pop Century Resort : 2 880 chambres (Orlando)
26. Bally's Las Vegas : 2 814 chambres (Las Vegas)
27. Harrah's Las Vegas : 2 677 chambres (Las Vegas)
28. Imperial Palace : 2 640 chambres (Las Vegas)

#### Spectacles
Par ordre alphabétique :
- Mariah Carey - #1 To Infinity (2015)
- Bodies: The Exhibition au Luxor Las Vegas
- Britney Spears - Piece Of Me (2013-2016)
- Cirque du Soleil - Mystère, O, Ka, Love, Zumanity, Believe, Viva Elvis, Zarkana
- Céline Dion - A New Day (2003-2007), Celine (2011-2014 et 2015-2019)
- Criss Angel - Believe (2013)
- Elton John - The Red Piano (2004-2009), The Million Dollar Piano (du 28 septembre 2011 au 17 mai 2018)
- Hans Klock (magie)
- Jennifer Lopez - All I Have (2016)
- Johnny Hallyday - Destination Vegas (1996)
- Katy Perry - PLAY (2021 - 2022)
- Lady Gaga - Enigma (du 28 décembre 2018 au 1er février 2020)
- Lance Burton (magie)
- Mac King (magie) - The Mac King Comedy Magic Show (depuis 2002)
- Penn et Teller (magie)
- Shania Twain - Still The One (depuis le 1er décembre 2012 au 13 décembre 2014)
- Steve Wyrick (magie) - Steve Wyrick Real Magic
- The Amazing Johnathan (magie)
- U2 - U2:UV Achtung Baby Live at Sphere (du 29 septembre 2023 au 2 mars 2024)

## Voies de communication et transports

### Transports en commun

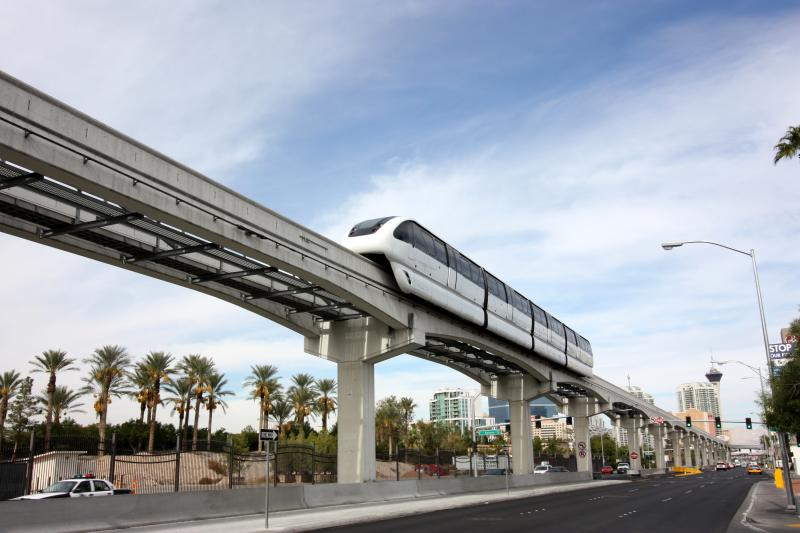
Le monorail de Las Vegas.

Le Citizens Area Transit ou CAT Bus est un moyen populaire de transport public parmi les habitants de la ville et les touristes avec divers itinéraires qui couvrent une grande partie de la vallée. Le Citizens Area Transit transporte approximativement 175 000 personnes par jour, soit environ 10 % de la population de la vallée.
The Deuce, un bus à deux étages, fait la navette sur le Las Vegas Boulevard, du Strip jusqu'à Downtown, pour 6 $ le trajet de deux heures maximum ou 8 $ les vingt-quatre heures.
Le monorail de Las Vegas est un système de transport en commun qui s'étend du MGM Grand Las Vegas, dans le Sud du Las Vegas Strip jusqu'au Sahara, dans le Nord du Las Vegas Strip.

### Transport aérien

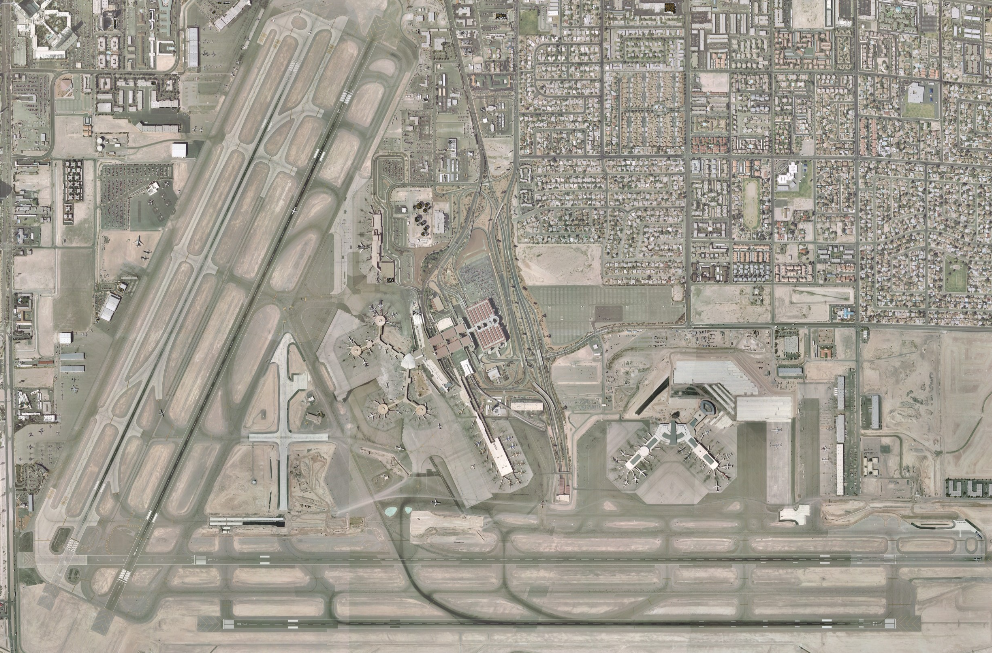
Image satellite de l'aéroport international McCarran.

La ville est desservie principalement par l'aéroport international Harry-Reid de Las Vegas qui fournit les vols commerciaux dans la vallée de Las Vegas. L'aéroport sert également aux avions privés, aux vols de passagers internationaux et aux vols de fret.
Le comté de Clark possède d'autres aéroports :
- North Las Vegas Airport (en), North Las Vegas (IATA : VGT, ICAO : KVGT)
- Searchlight Airport (en), Searchlight (ICAO : K1L3)
- Henderson Executive Airport (en), Henderson (IATA : HSN, ICAO : KHND)
- Perkins Field (en), Overton (ICAO : KU08)
- Jean Airport (en), Jean (ICAO : K0L7)
- Ivanpah Valley Airport (en), Jean
- Mesquite Airport (en), Mesquite (IATA : MFH)
- Boulder City Municipal Airport, (IATA : BLD, ICAO : KBLD )
- Echo Bay Airport (en), Overton (ICAO : K0L9) p
- Kidwell Airport (en), Cal-Nev-Ari (ICAO : K1L4)
- Sky Ranch Airport (en), Sandy Valley (ICAO : K3L2)
- Nellis Air Force Base (Un aéroport de transport militaire et aussi le centre de contrôle aérien local dont l'espace couvre la moitié du désert et recouvre 3 autres bases dont la Zone 51), Las vegas

### Transport routier

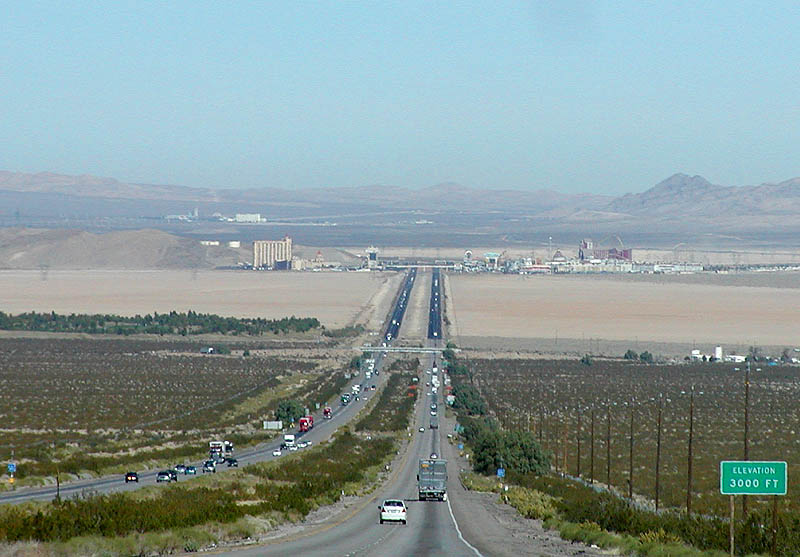
L'Interstate 15 dans la vallée d'Ivanpah.

Les routes principales qui traversent Las Vegas sont :
- Interstate 15, au nord vers Salt Lake City, Utah et sud vers San Diego et Los Angeles
- U.S. Route 93
- U.S. Route 95

### Transport ferroviaire
Jusqu'en 1997, l'Amtrak Desert Wind a traversé Las Vegas qui utilise l'Union Pacific Railroad.
L'Union Pacific est la seule voie ferrée pour fournir le service de fret par rail à la ville.

## Sports

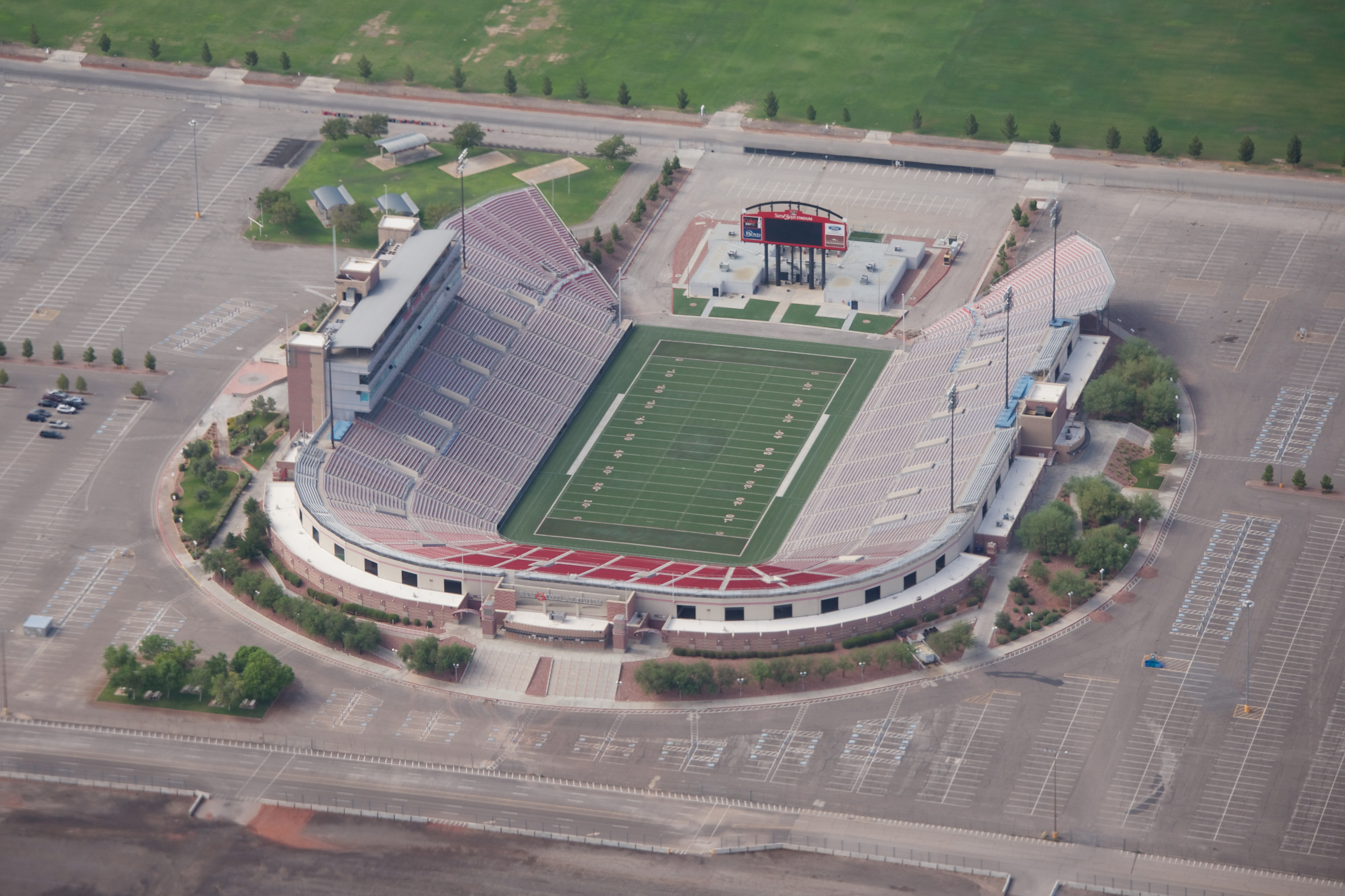
Le Sam Boyd Stadium.

Las Vegas fut pendant longtemps l'une des plus grandes villes aux États-Unis à ne posséder aucune équipe appartenant aux ligues majeures des sports professionnels tels que la NFL (football américain), la MLB (baseball), la NBA (basket-ball) et la Ligue nationale de hockey (LNH). Cette particularité peut s'expliquer par le fait que les dirigeants des ligues majeures éprouvaient certaines réticences à faire cohabiter une franchise professionnelle avec cet « univers du jeu » et de bookmakers.
Cependant, cette perception semble avoir changé au cours des dernières années. En février 2007, le Thomas & Mack Center (principale salle omnisports de la ville avec environ 19 000 places) a accueilli le match des étoiles 2007 de la NBA. 

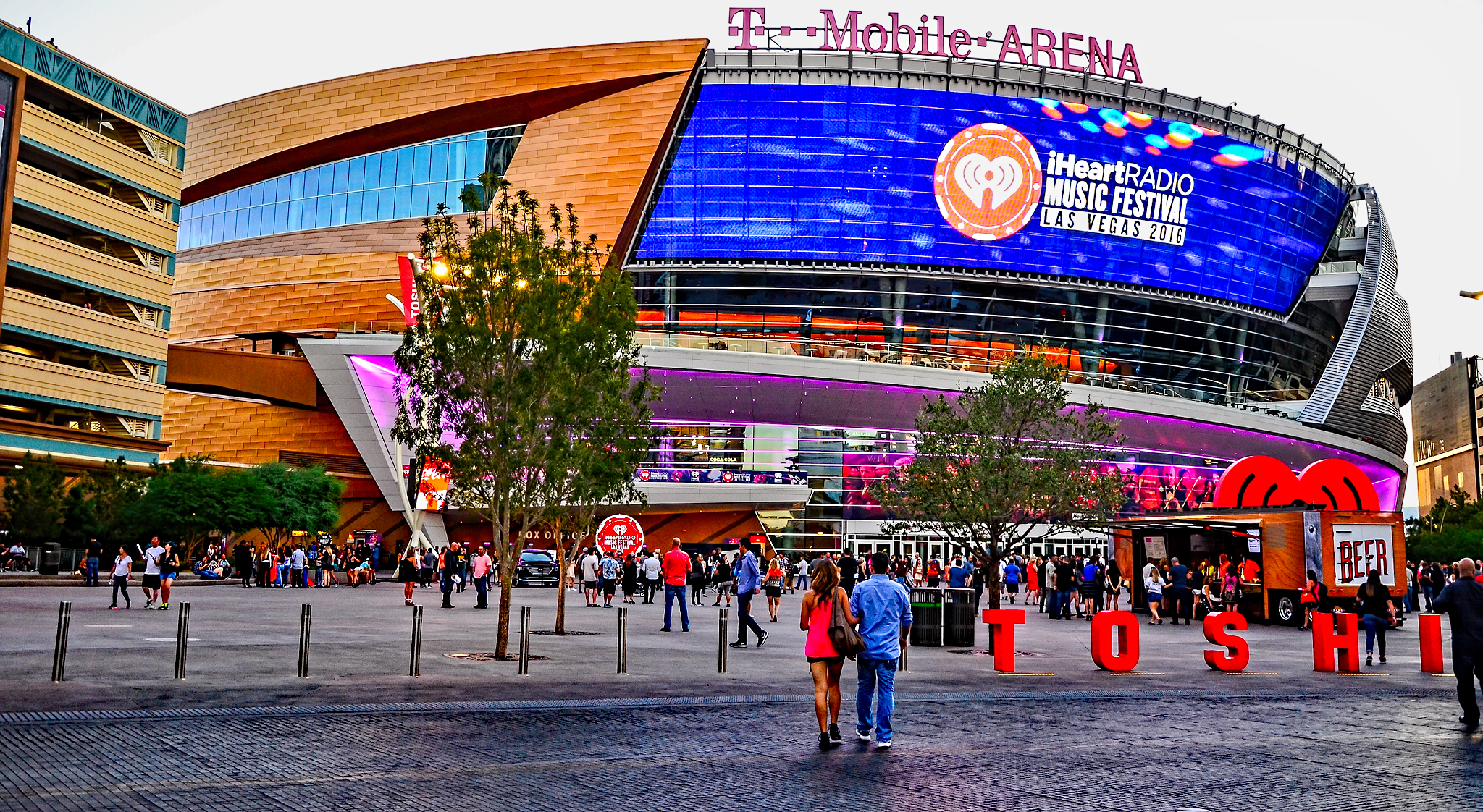
Le T-Mobile Arena.

Puis, le 22 juin 2016, la Ligue nationale de hockey annonce une expansion, donnant ainsi la première franchise professionnel à la ville de Las Vegas dans les quatre sports majeurs nord-américains, les Golden Knights de Vegas disputent le premier match de leur histoire à Dallas le 6 octobre 2017, qu'ils remportent 2-1. Ils disputent leur premier match à domicile au T-Mobile Arena face aux Coyotes de l'Arizona, qu'ils battent 5 à 2.

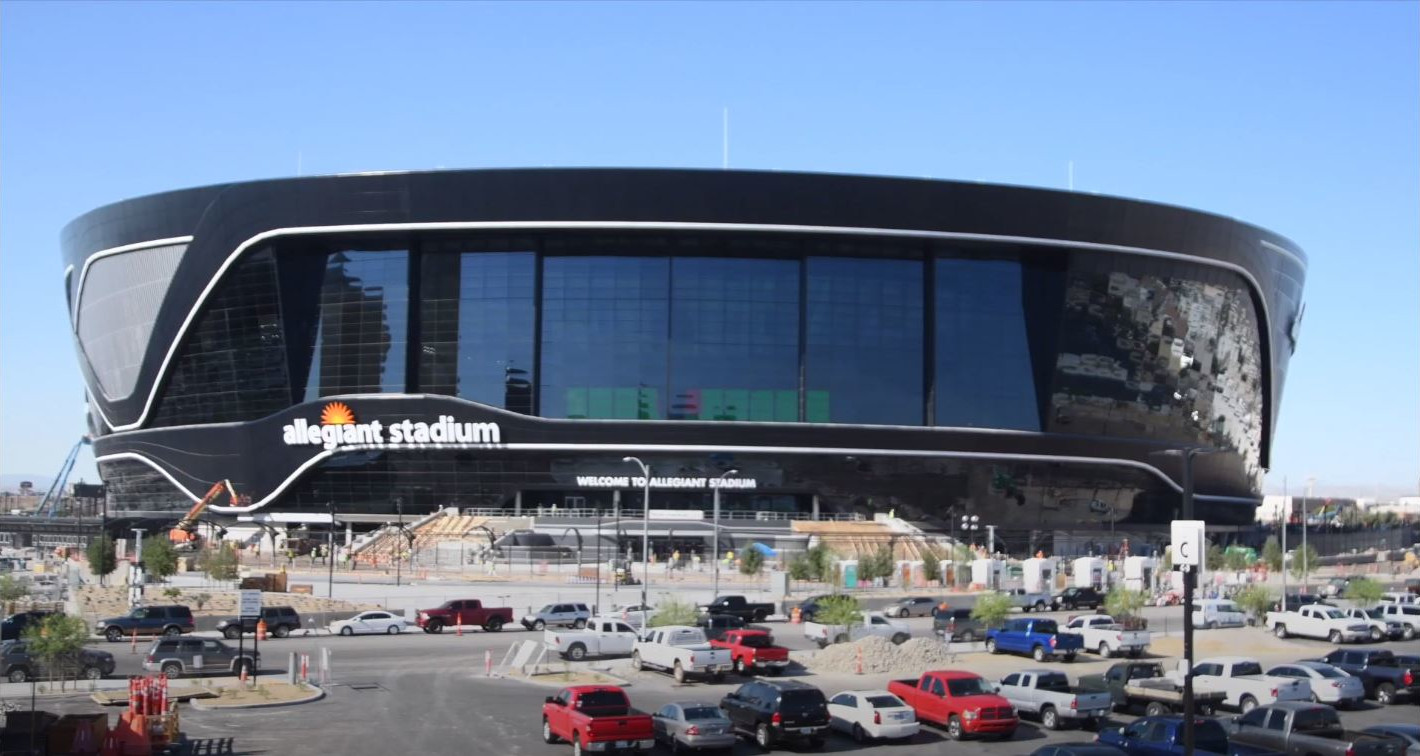
Allegiant Stadium en juin 2020.

De plus, les Raiders d'Oakland de la NFL déménagement à Las Vegas en 2020. Leur nouveau stade est mis en construction le 13 novembre 2017 et son ouvre le 31 juillet 2020. Ce tout nouveau stade, l'un des plus chers jamais construit pour la NFL, totalisant un coût de 1,84 milliard d'US$. Étant principalement sponsorisé par la compagnie aérienne originaire du Nevada Allegiant Air, il porte le nom d'Allegiant Stadium. En dehors de ce financement privé, il a la particularité d'être financé à 40 % par le Comté de Clark, une entité publique, alors que généralement, aux États-Unis, les stades (tout comme les équipes) appartiennent et sont financés par des propriétaires privés. Cette particularité s'explique par la volonté de Las Vegas de diversifier son offre de sports à regarder sur place. Une autre particularité de ce stade est qu'il dispose d'une grande baie vitrée donnant sur le strip et les casinos, pouvant être obturée par un rideau. Les Rebels d'UNLV jouent également dans ce stade.

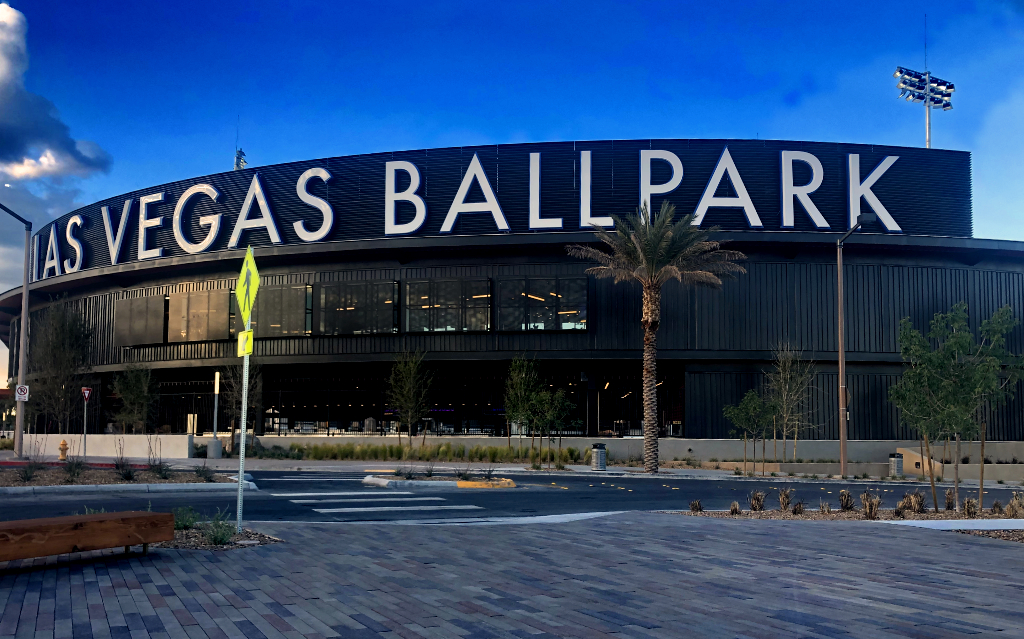
La façade du Las Vegas Ballpark en 2019.

Le principal club de baseball de la ville est les Aviators de Las Vegas de la Ligue de la côte du Pacifique qui joue dans le Las Vegas Ballpark (10 000 places). Ils sont une équipe de ligue mineure AAA affiliés avec les Athletics d'Oakland de la MLB. Ces derniers rejoindront Las Vegas en 2028, quand leur nouveau stade, construit sur le site du Tropicana Las Vegas, sera achevé.

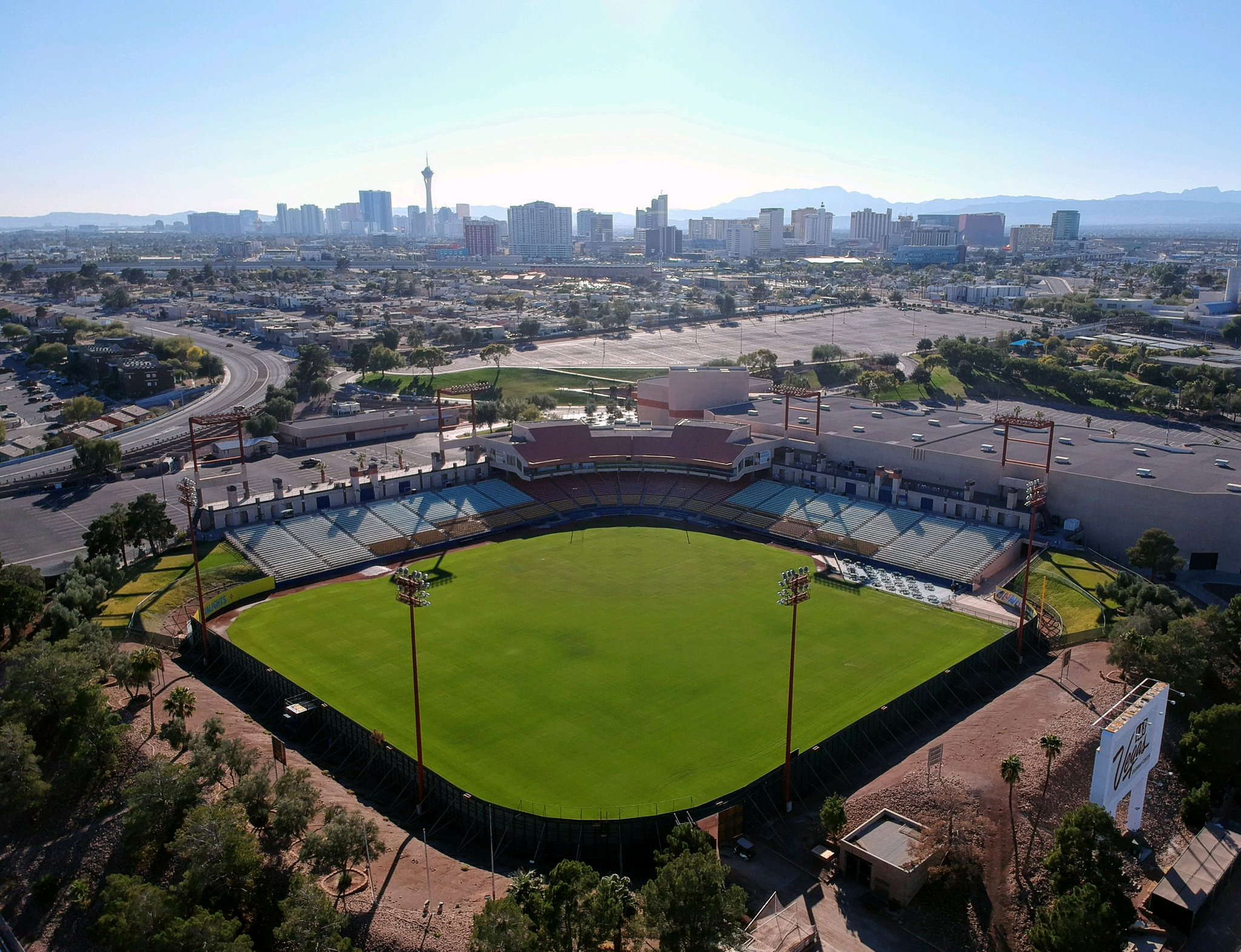
Vue aérienne du Cashman Field.

Fondés en 2017, les Lights de Las Vegas sont une franchise de soccer professionnel. La franchise évolue en United Soccer League, le deuxième échelon dans la hiérarchie nord-américaine. L'équipe joue au Cashman Field (9 334 places).
La région de Las Vegas possède une équipe de basketball, les Jokers de Las Vegas (American Basketball Association 2000).
Depuis 1986, la ville organise l'Open de Las Vegas, c'est un tournoi de tennis masculin qui a lieu fin février, parfois aussi début mai.

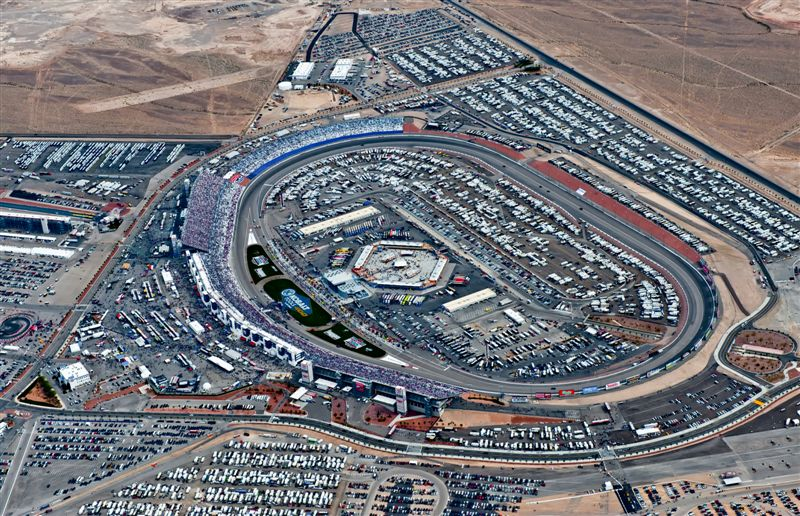
Le Las Vegas Motor Speedway en mars 2011.

Le Las Vegas Motor Speedway (LVMS) est un circuit classique situé au nord de la ville et qui accueille des courses automobiles comme la NASCAR. Le circuit est un « D-oval » (ovale en forme de D), sa longueur est de 2,414 km et il a une capacité de 156 000 spectateurs. Il appartient à la Speedway Motorsports, Inc, dont le siège social est à Charlotte, Caroline du Nord. Les trois séries majeures de NASCAR (Sprint Cup, Xfinity Series et Camping World Truck Series) tiennent chacune une course sur cette piste chaque année.
À partir de 2023, après deux éditions tenues en 1981 et 1982 au Caesars Palace, Las Vegas accueille une manche du championnat du monde de Formule 1. La course se déroule de nuit, le samedi, sur le fameux Strip. Le circuit, long de 6,201 km, est un circuit temporaire au cœur de la cité. Il borde les casinos comme The Mirage, le Caesars Palace, et le Bellagio ; et la Sphere at The Venetian Resort. 
Dans le sport universitaire, les Rebels d'UNLV (NCAA) défendent les couleurs de l'université du Nevada à Las Vegas. L'équipe de football américain des Rebels jouent au Sam Boyd Stadium (36 800 places) tandis que celle de basket-ball joue au Thomas & Mack Center (18 776 places). Depuis 1992, le Sam Boyd Stadium organise le Las Vegas Bowl, un match de football américain universitaire opposant généralement des équipes de la Pacific Ten Conference et de la Mountain West Conference.
Las Vegas est aussi l'une des capitales des sports de combats telles que la boxe et les arts martiaux mixtes (MMA). Des boxeurs comme Mohamed Ali ou Mike Tyson ont combattu dans cette ville. De plus elle reçoit souvent de nombreux événements de MMA comme des combats de l'Ultimate Fighting Championship. Ces combats ont lieu au MGM ou au Mandalay Bay et maintenant au T-Mobile Arena par exemple.
En 2024, la ville se pérennise également comme un lieu incontournable de promotion du rugby à XIII par la ligue australienne de rugby à XIII :  celle-ci y organise un véritable festival de rugby car pour la toute première fois,  « la saison NRL [....] débutera sur le sol américain »,. Le succès de l'évènement pousse les organisateurs à renouveler l'expérience en organisant un nouveau festival en 2025, en intégrant cette fois-ci des équipes du championnat britannique de rugby à XIII.

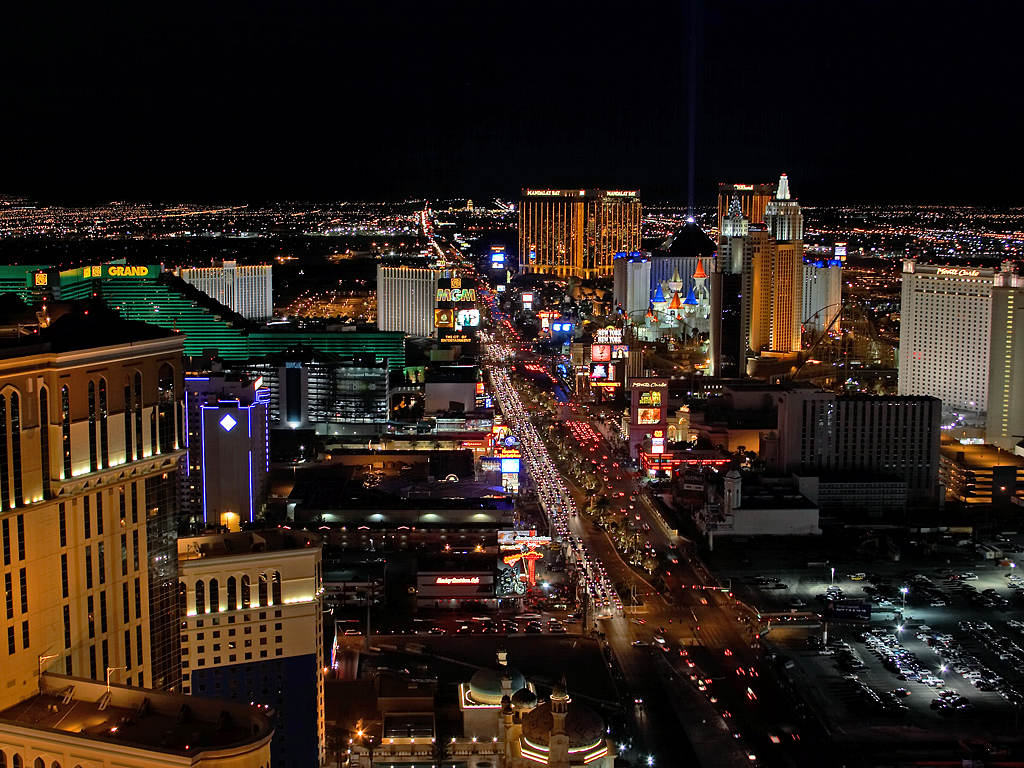
Le Strip.

## Littérature
- Las Vegas Parano de Hunter S. Thompson : une vision stupéfiante de la ville.
- American Tabloïd de James Ellroy : un voyage dans les milieux mafieux dans les années 1960 qui ont gangréné Las Vegas.
- Zeropolis de Bruce Bégout : le vrai visage de la cité du jeu.
- La lune était noire de Michael Connelly : un roman policier où l'action se déroule principalement à Las Vegas.
- Sous les néons et Blue Angel Motel du journaliste américain Matthew O'Brien : deux recueils d'articles et de récits dépeignant les bas-fonds de la ville.
- L'étreinte du Zodiaque de Vicki Pettersson : une série de romans fantastiques qui se déroule à Las Vegas.

## Culture
Sont originaires de Las Vegas :
- les groupes de musique Five Finger Death Punch, The Killers, Panic! at the Disco et Imagine Dragons;
- le joueur de tennis Andre Agassi
- l'acteur Matthew Gray Gubler (Esprits criminels) ;
- la superstar de la WWE Ryan Reeves (Ryback).
- l'actrice Charisma Carpenter.

## Jumelages
- Ansan (Corée du Sud)
- Huludao (Chine)
- Jounieh (Liban)
- Phuket (ville) (Thaïlande)
- Ángeles (Philippines)
- Åre (Suède)